# Technische Universität München
Die Technische Universität München (kurz TU München oder TUM) ist mit über 52.500 Studenten die nach Studentenanzahl größte Technische Universität in Deutschland (TU9). Ihr Stammsitz ist München. Sie gehört zu den drei ersten Universitäten, die 2005 im Rahmen der Exzellenzinitiative in die Förderlinie „Zukunftskonzept“ aufgenommen wurden. 2012 und 2019 verteidigte sie erfolgreich ihren Titel als Exzellenz-Universität. Sie ist in das Elitenetzwerk Bayern eingebunden und genießt eine hohe akademische Reputation.
In der Hauptausgabe des THE-Rankings 2025 erreichte die TUM Rang 26 und ist die beste Universität der Europäischen Union. Die TUM erreicht neben dem THE-Ranking im QS World University Ranking den ersten Platz in Deutschland. Im ebenfalls renommierten Shanghai-Ranking erreicht die TUM im Jahr 2024 deutschlandweit Platz 2 hinter der Ludwig-Maximilians-Universität München. Im Fachgebiet Computer Science erreichte die TUM Platz 15, in Europa ist sie die fünftbeste Hochschule nach den Universitäten in Oxford, Cambridge, dem Imperial College in London sowie der ETH Zürich.
An der TUM werden 180 Studiengänge angeboten. Die Kernbereiche sind die Natur- und Ingenieurwissenschaften sowie die Medizin. Sie werden ergänzt durch Mathematik, Informatik, die Sport- und Gesundheitswissenschaften, die Architektur und die Sozialwissenschaften (v. a. Wirtschaftswissenschaften, Lehrerbildung und Politikwissenschaft).

## Standorte und Fakultäten

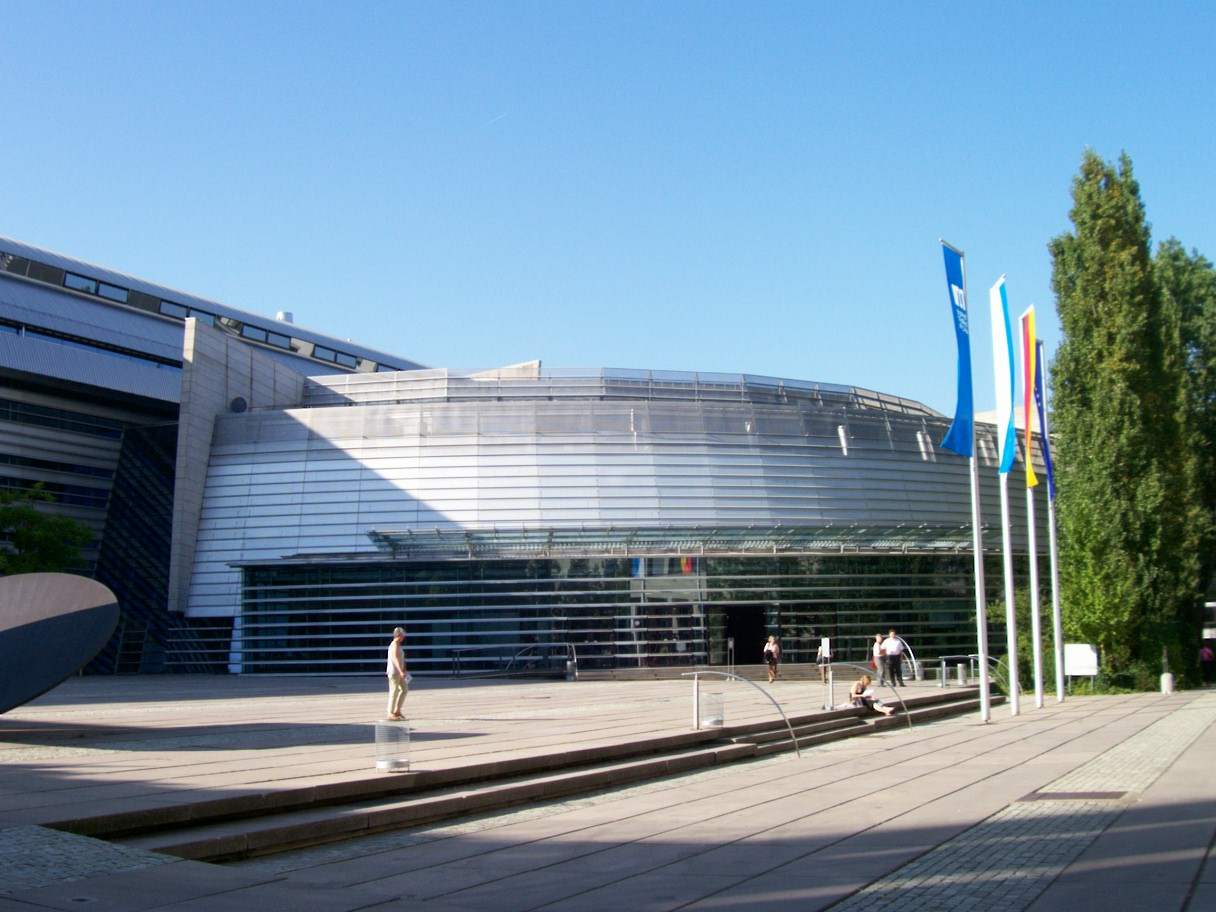
Das Audimax der TUM auf dem Stammgelände (Werner-von-Siemens-Hörsaal).

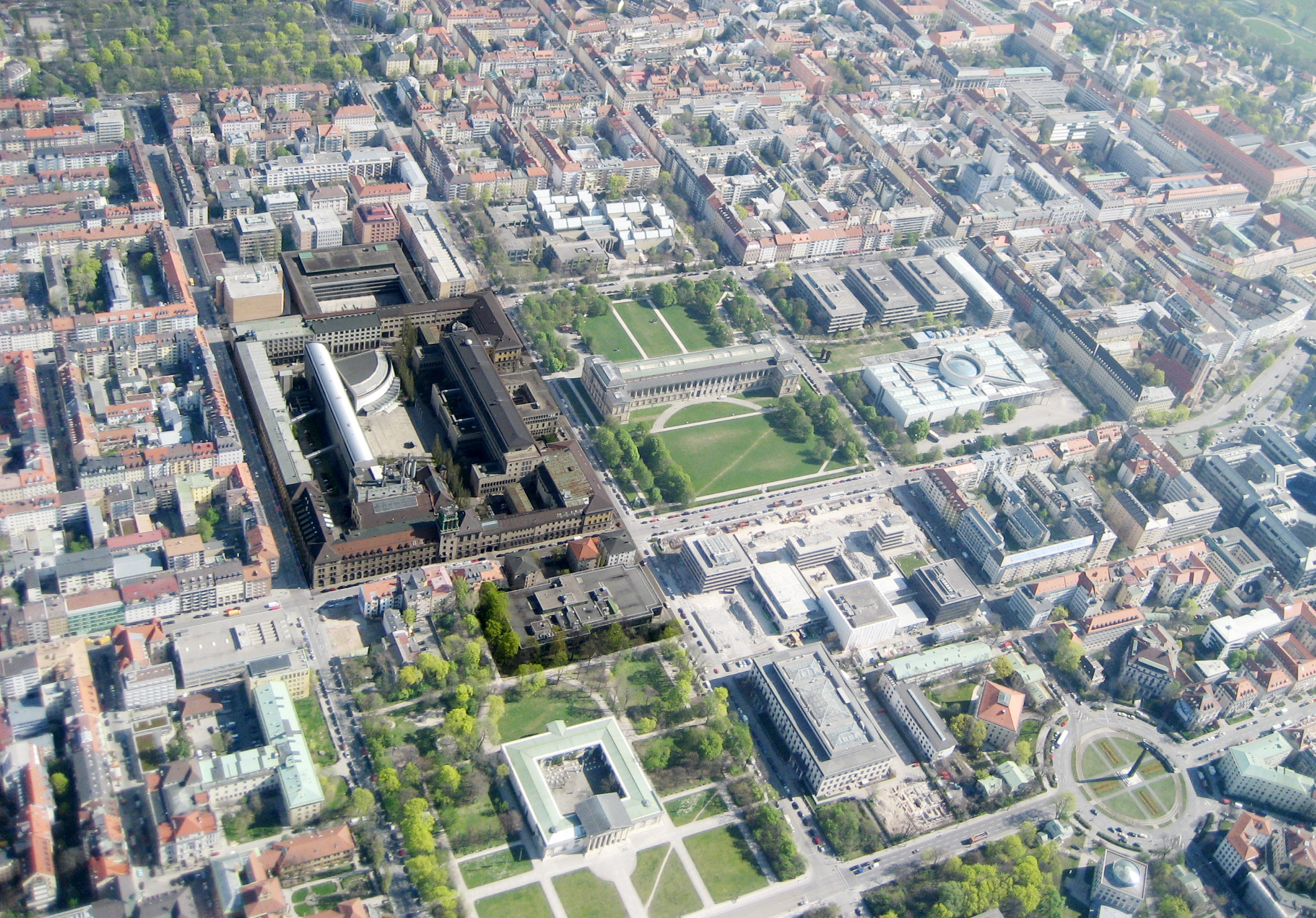
Lage des Stammgeländes in der Münchner Maxvorstadt

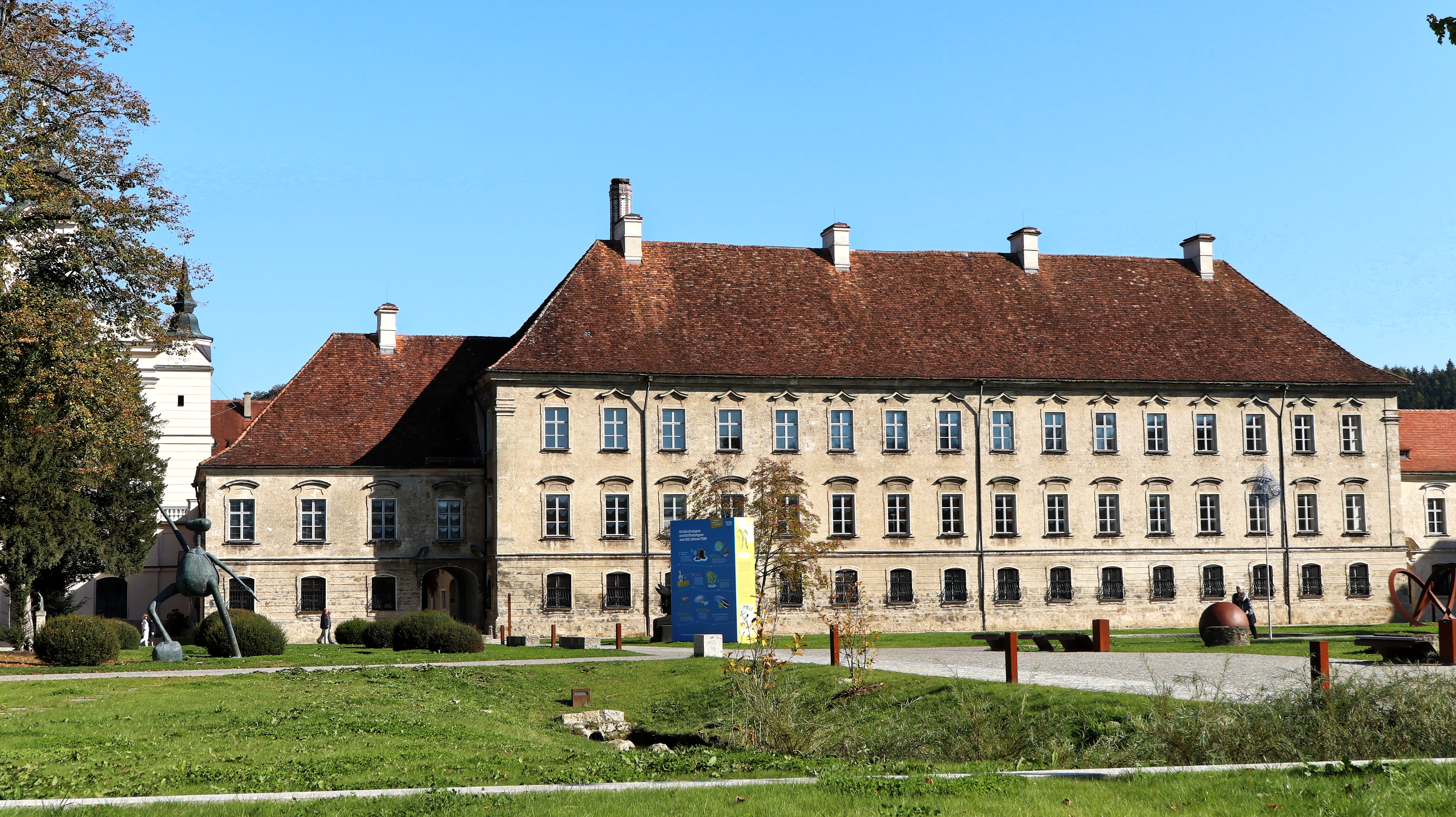
TUM Akademiezentrum Raitenhaslach

Die TUM hat mit dem Stammgelände in der Münchner Innenstadt, dem Hochschul- und Forschungszentrum in Garching, dem Campus Freising-Weihenstephan und dem TUM Campus Straubing für Biotechnologie und Nachhaltigkeit vier Hauptstandorte. Das Stammgelände (zentrales Campusgelände, Nordgelände, Südwestgelände und Südgelände) liegt im Münchner Stadtteil Maxvorstadt unmittelbar angrenzend an die Pinakotheken zwischen der Heßstraße im Norden und der Brienner Straße im Süden und ist somit zentraler Bestandteil des Kunstareals München. Dazu kommen zahlreiche Sondereinrichtungen auch außerhalb Hauptstandorte. So gehören der School of Medicine and Health der TUM das Klinikum rechts der Isar und das Deutsche Herzzentrum München an. Als Teil des Departments Civil and Environmental Engineering (Bau- und Umweltingenieurswesen) besteht das Oskar-von-Miller-Institut für Wasserbau am Walchensee. Das Architekturmuseum der TUM befindet sich in der Pinakothek der Moderne. Einige Lehrstühle der Fakultäten für Informatik, Maschinenwesen und Mathematik sind in angemietete Gebäude im Garchinger Ortsteil Hochbrück ausgelagert.
Im Rahmen eines Joint-Venture mit der National University of Singapore eröffnete die TUM eine Niederlassung in Singapur. Das TUM ASIA – German Institute of Science and Technology (GIST) wurde 2002 als privatwirtschaftliche Einrichtung der TUM gegründet. Später wurde die Nanyang Technological University als weiterer Partner gewonnen. Seit 2010 ist die TUM mit dem Projekt „Electromobility for Mega-Cities“ Mitglied des CREATE-Forschungscampus in Singapur. Weitere Mitglieder sind ETH Zürich, University of Cambridge, UC Berkeley, MIT, Hebrew University Jerusalem und Technion Haifa, SJTU.
Die Zahl der Fakultäten der Technischen Universität München wuchs bis 2020 auf 15 an, seitdem werden sie sukzessive in größere Einheiten, sogenannte „Schools“ zusammengefasst, wodurch die Interdisziplinarität gefördert werden soll. Die TUM besteht aus folgenden Fakultäten und Schools (in Klammern der Sitz der Einrichtung):
- TUM School of Medicine and Health[12]

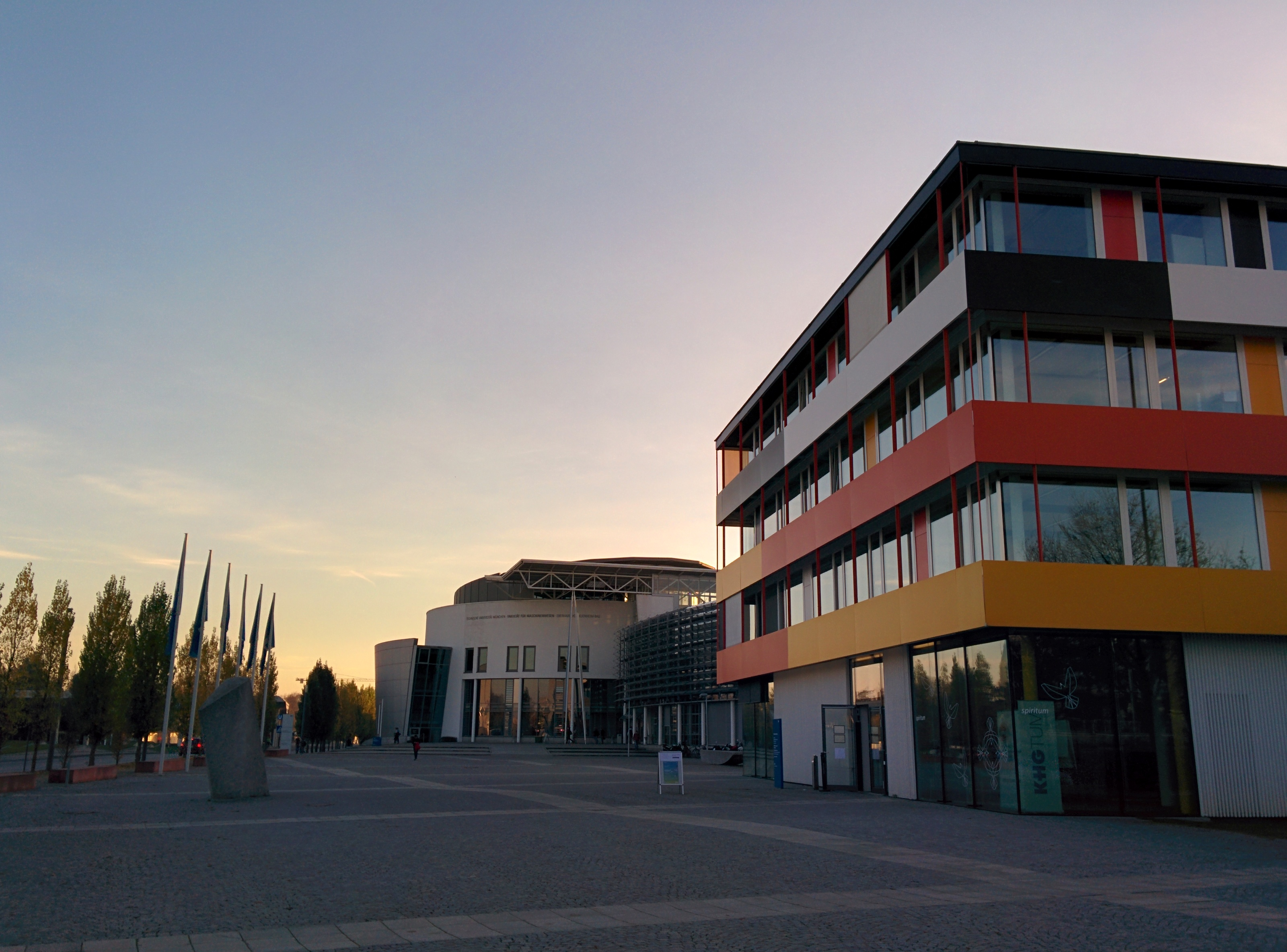
Forschungszentrum Garching: Ansicht auf das Exzellenzzentrum und die Maschinenbaufakultät

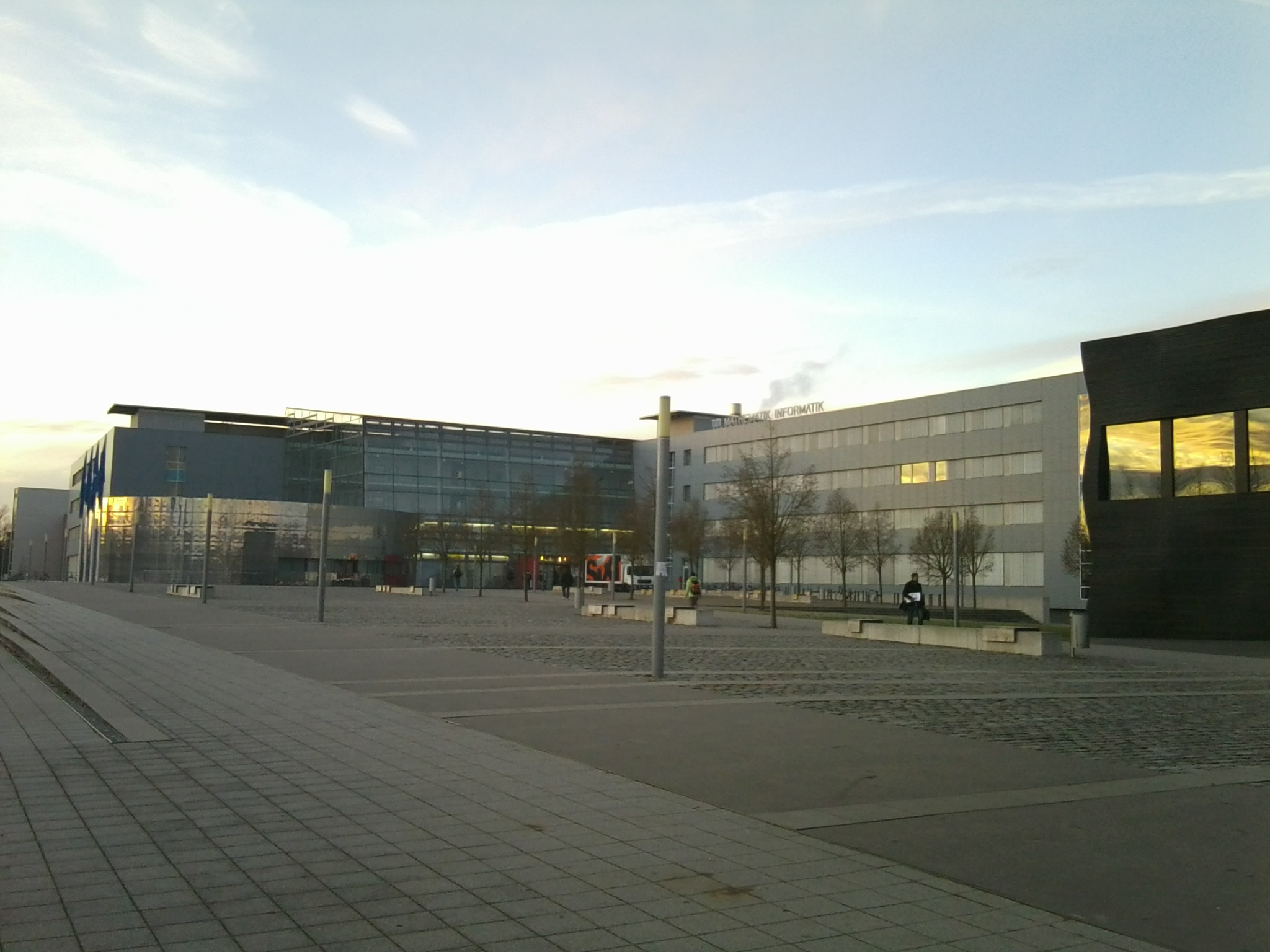
Fakultät für Mathematik und Informatik in Garching

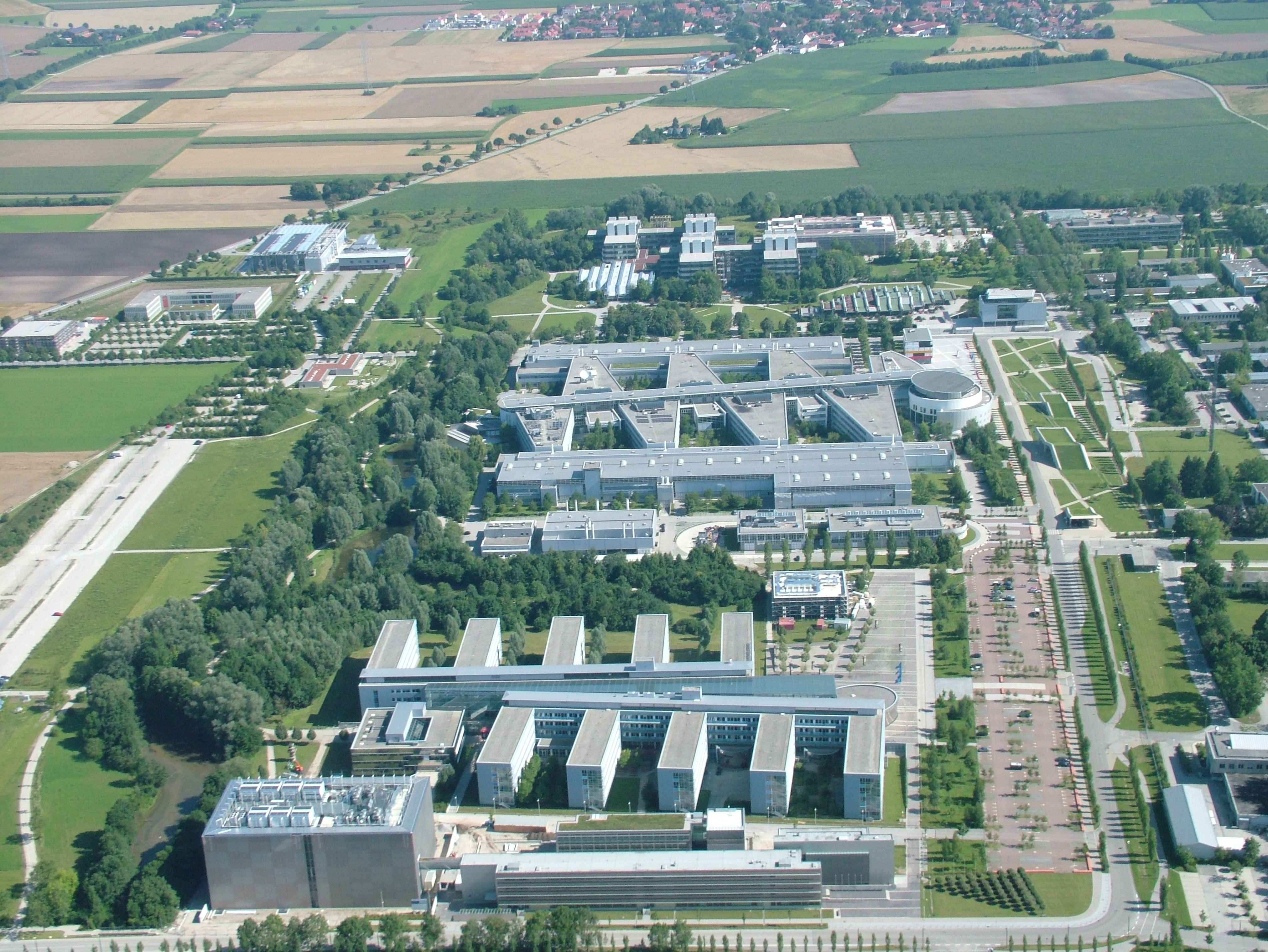
Luftansicht auf den Campus Garching

  - Department Clinical Medicine (Klinikum rechts der Isar; ehemals Fakultät für Medizin)
  - Department Preclinical Medicine (Klinikum rechts der Isar; ehemals Fakultät für Medizin)
  - Department Health and Sport Sciences (Olympiapark; ehemals Fakultät für Sport- und Gesundheitswissenschaften)
- TUM School of Computation, Information and Technology[13]
  - Department of Computer Engineering (Stammgelände und Garching; ehemals Teil der Fakultät für Elektrotechnik und Informationstechnik und der Fakultät für Informatik)
  - Department of Computer Science (Garching; ehemals Teil der Fakultät für Informatik)
  - Department of Electrical Engineering (Stammgelände; ehemals Teil der Fakultät für Elektrotechnik und Informationstechnik)
  - Department of Mathematics (Garching; ehemals Fakultät für Mathematik)
- TUM School of Engineering and Design
  - Department Aerospace and Geodesy (Ludwig Bölkow Campus, Ottobrunn und Stammgelände; ehemals Fakultät für Luftfahrt, Raumfahrt und Geodäsie)
  - Department Architecture (Stammgelände; ehemals Fakultät für Architektur)
  - Department Civil and Environmental Engineering (Stammgelände; ehemals Teil der Ingenieurfakultät Bau Geo Umwelt)
  - Department Energy and Process Engineering (Garching und Stammgelände; ehemals Teil der Fakultät für Maschinenwesen und der Fakultät für Elektrotechnik und Informationstechnik)
  - Department Engineering Physics and Computation (Garching und Stammgelände; ehemals Teil der Fakultät für Maschinenwesen und der Ingenieurfakultät Bau Geo Umwelt)
  - Department Mechanical Engineering (Garching und Stammgelände; ehemals Teil der Fakultät für Maschinenwesen und der Ingenieurfakultät Bau Geo Umwelt)
  - Department Mobility Systems Engineering (Stammgelände und Garching; ehemals Teil der Ingenieurfakultät Bau Geo Umwelt und der Fakultät für Maschinenwesen)
  - Department Materials Engineering (Garching und Stammgelände; ehemals Teil der Fakultät für Maschinenwesen und der Ingenieurfakultät Bau Geo Umwelt)
- TUM School of Life Sciences (vormals Wissenschaftszentrum Weihenstephan für Ernährung, Landnutzung und Umwelt) am Campus Freising-Weihenstephan[14]
- TUM School of Natural Sciences
  - Department of Bioscience (Garching; ehemals Teil der Fakultät für Chemie und der Fakultät für Physik)
  - Department of Chemistry (Garching; ehemals Teil der Fakultät für Chemie)
  - Department of Physics (Garching; ehemals Teil der Fakultät für Physik)
- TUM School of Management (Stammgelände)
- TUM School of Social Sciences and Technology
  - Department Educational Sciences (Marsstraße; ehemals TUM School of Education)
  - Department Governance (ehemals TUM School of Governance) und Hochschule für Politik München an der Technischen Universität München (Brienner Forum, Richard-Wagner-Straße nahe dem Königsplatz[15])
  - Department Science, Technology and Society (ehemals Munich Center for Technology in Society)

Sonstige Institute und Einrichtungen der TU München sind
in München:
- Holzforschung München (Winzererstraße / Weihenstephan)
- Institut für Wasserchemie und chemische Balneologie (Marchionistraße, nahe Klinikum Großhadern)[16]
- Institute for Ethics in Artificial Intelligence (IEAI; Institut für Ethik in der Künstlichen Intelligenz; Marsstraße)[17]

in Garching:
- die Munich School of BioEngineering (interdisziplinäre Forschung und Lehre in Bioengineering, Medizinphysik und medizinischer Informatik)[18]
- die Munich School of Engineering (interdisziplinäre Forschung und fakultätsübergreifende Lehre)[19]
- das TUM Institute for Advanced Study (IAS)[20]

in Weihenstephan / Freising:
- DFG akkreditiertes Bavarian Center for Biomolecular Mass Spectrometry (BayBioMS)[21]
- Lehrstuhl für Produktions- und Ressourcenökonomie landwirtschaftlicher Betriebe (PuR)[22]
- Lehrstuhl für Lebensmittelverpackungstechnik in Kooperation mit dem Fraunhofer-Institut für Verfahrenstechnik und Verpackung (IVV)[23]
- Zentralinstitut für Ernährungs- und Lebensmittelforschung (ZIEL) „Institute for Food & Health“[24]

in Straubing:
- Interdisziplinärer Forschungs- und Lehrcampus mit Schwerpunkt auf Biotechnologie und Nachhaltigkeit[25][26] (ehemals Wissenschaftszentrum Straubing als Kompetenzzentrum für nachwachsende Rohstoffe)

in Heilbronn:
- TUM Campus Heilbronn: Wirtschaftswissenschaftlicher Forschungs- und Lehrcampus mit Fokus auf mittelständischen High-Tech Unternehmen seit 2018[27]

in Augsburg:
- Produktionstechnisches Anwenderzentrum[28]
- FZG Projekthaus Augsburg

in Burghausen:
- Akademiezentrum TUM Raitenhaslach[29] im ehemaligen Kloster Raitenhaslach[30]

in Eichenau: 
- Max Kneißl Institut für Geodäsie[31]

in Iffeldorf:
- Limnologische Forschungsstation[32]

in Ingolstadt:
- INI.TUM (Ingolstadt Institute)[33]

in Obernach am Walchensee:
- Oskar-von-Miller-Institut: Versuchsanstalt für Wasserbau und Wasserwirtschaft in Obernach am Walchensee[34]

in Singapur:
- German Institute of Science and Technology (TUM Asia)[35]
- TUMCREATE Singapore[36]

in Taufkirchen / Ottobrunn:

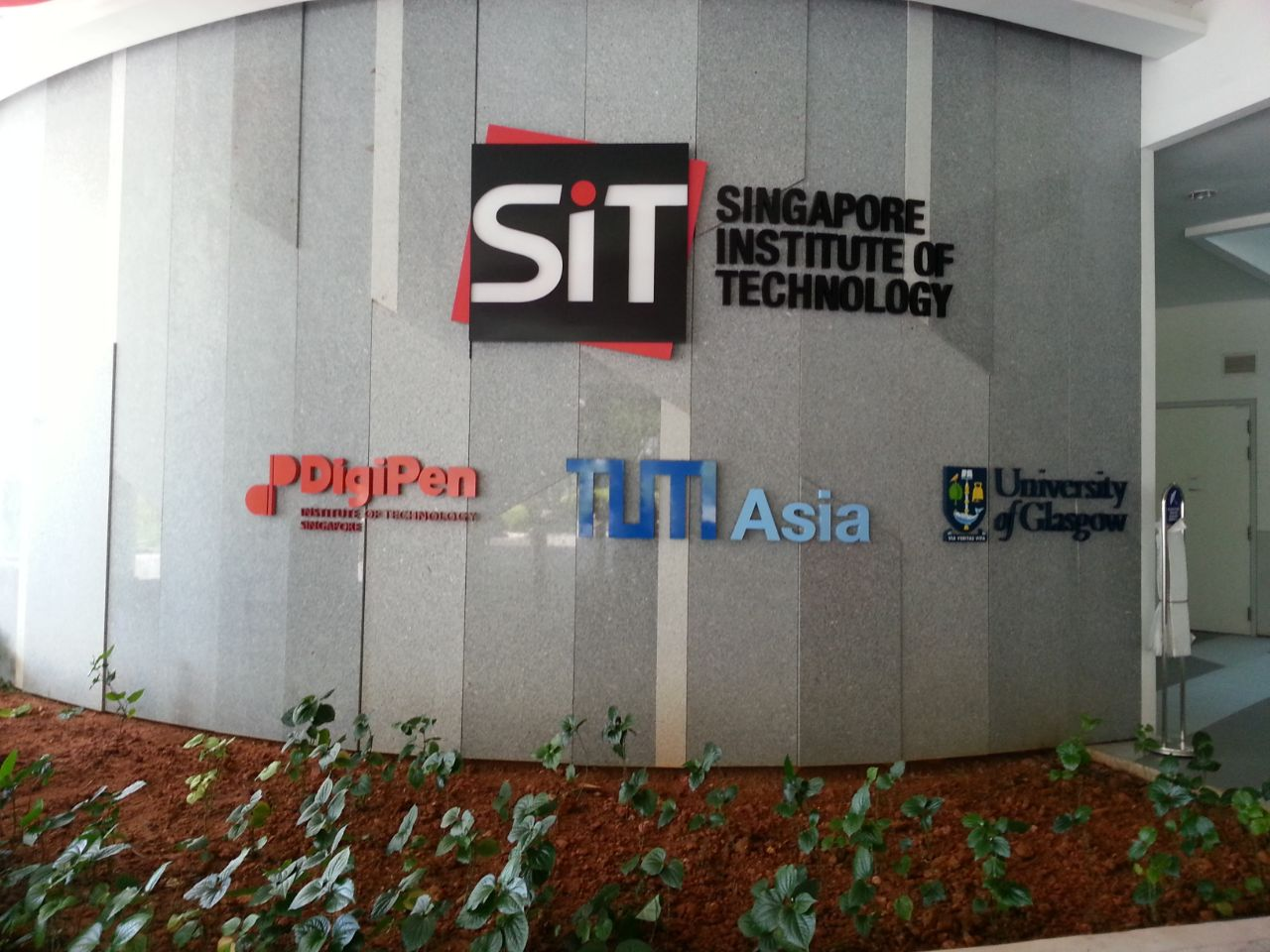
Eingangsbereich zu TUM Asia

- „Algentechnikum“ auf dem Ludwig Bölkow Campus (Versuchsanlage zur Herstellung von Biokerosin und chemischen Wertstoffen aus Algen, in Zusammenarbeit mit Airbus)[37]

in Wettzell: 
- Forschungseinrichtung Satellitengeodäsie[38]

## Geschichte

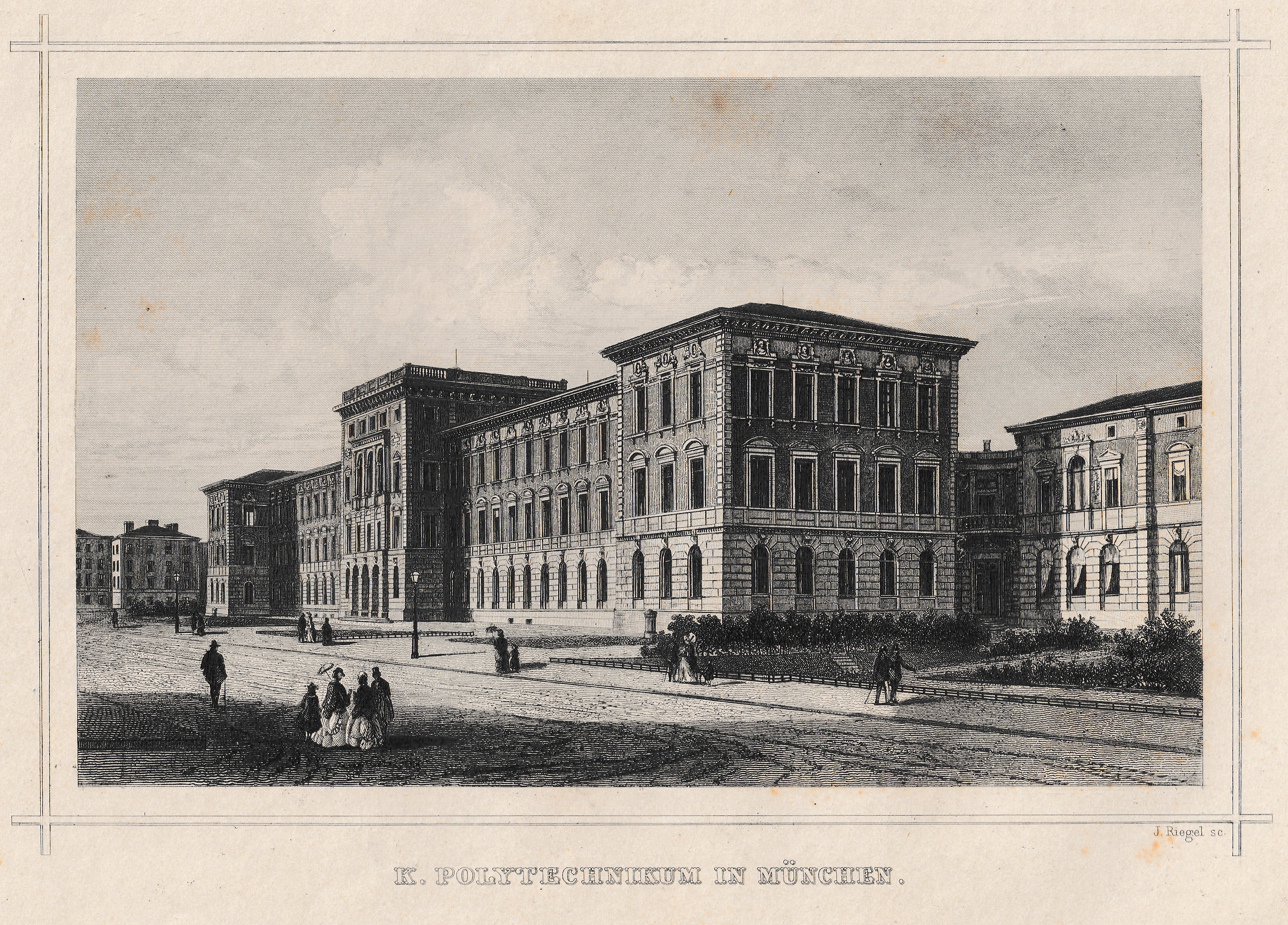
Hauptgebäude von Gottfried von Neureuther

### Vorgänger
1827 wurde in München eine Polytechnische Centralschule und 1833 eine erste polytechnische Schule gegründet.

### Neugründung 1868 bis zur Jahrhundertwende

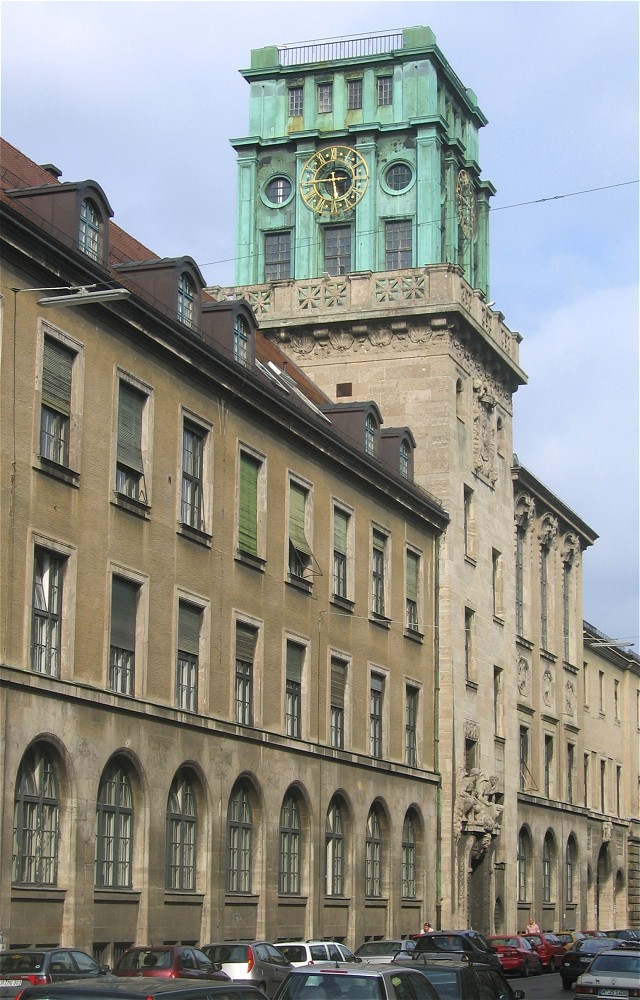
Thiersch-Turm an der Gabelsbergerstraße (Wahrzeichen der heutigen TUM)

In den 1860er Jahren zeichnete sich in Bayern die Gründung einer neuen Technischen Hochschule ab. Die Entscheidung fiel, entgegen vielen Anzeichen, nicht auf die Standorte Augsburg oder Nürnberg (wo es ebenfalls bereits seit Jahrzehnten polytechnische Schulen gab), sondern auf München. Die heutige TUM wurde 1868 durch König Ludwig II. von Bayern als (neue) polytechnische Schule gegründet und ab 1877 offiziell als Königlich Bayerische Technische Hochschule München bezeichnet. Der Architekt Gottfried von Neureuther entwarf nach Vorbild der ETH Zürich das Hauptgebäude der Hochschule aus Kelheimer Kalkstein. Erster Direktor der Einrichtung wurde der Vermessungsingenieur Karl Maximilian von Bauernfeind. Zum Professorenkollegium gehörten anfangs elf Ingenieure und Architekten, fünf Naturwissenschaftler, drei Mathematiker und drei Geisteswissenschaftler. 1875 gründete Carl von Linde das erste deutsche Maschinenlabor, an dem später Rudolf Diesel lernte. Insgesamt fünf akademische Richtungen entstanden, nämlich die allgemeine, mechanisch-technische, chemisch-technische, der Hochbau und der Ingenieurbau. Ab dem Wintersemester 1899/1900 war die Hochschule in sechs Abteilungen untergliedert:
- Allgemeine Abteilung: überwiegend Lehramtskandidaten, Zolldienstaspiranten und Studierende der technischen Physik
- Bauingenieur-Abteilung: Bauingenieure, Geometer und Kulturingenieure
- Architekten-Abteilung
- Maschineningenieur-Abteilung: Maschineningenieure und Elektroingenieure
- Chemische Abteilung
- Landwirtschaftliche Abteilung

Zur Jahrhundertwende kam es zur Gründung des Labors für Technische Physik (heute: Institut für Technische Physik und Festkörperphysik), hauptsächlich finanziert durch den MAN-Konzern.

### Jahrhundertwende bis zum Zweiten Weltkrieg
1901 wurde der Hochschule das Promotionsrecht verliehen. Nach der Technischen Hochschule Berlin stellte sie die zweitgrößte derartige Einrichtung dar. Jonathan Zenneck leitete ab 1913 das neugegründete Physikalische Institut. 1916 vollendete Friedrich von Thiersch das Wahrzeichen der Hochschule, den Thiersch-Turm und German Bestelmeyer die Bauten in der Arcisstraße. 1922 wurde die Handelshochschule München als Technisch-Wirtschaftliches Institut integriert; sie war der Vorläufer der späteren wirtschaftswissenschaftlichen Fakultäten. 1946 ging das Institut auf die Universität München über. Der Lehrstuhlinhaber für Organische Chemie an der THM Hans Fischer wurde 1930 für die Synthese des Hämins mit dem Nobelpreis für Chemie ausgezeichnet.:897–899 Die Hochschule für Landwirtschaft und Brauerei Weihenstephan wurde 1930 integriert. Rektor Walther von Dyck engagierte sich zu jener Zeit für eine enge Kooperationen mit der Wirtschaft. Bei den AStA-Wahlen am 26. November 1931 erhielt der Nationalsozialistische Studentenbund gemeinsam mit den Nationalsozialisten von Weihenstephan die meisten Stimmen und gewann 14 Sitze. Danach kam die Groß-Deutsch-Nationale Studentenschaft (8 Sitze), die Einheitsliste der katholischen Finken und Korporierten (5 Sitze) und die Nationale Sammelliste (3 Sitze). Freie Hochschulgruppen oder sozialistische Listen stellten sich anders als an der LMU nicht zur Wahl. 1937 wurde Max Schmitt mit der Planung für einen Universitätsneubau in Nymphenburg beauftragt, die jedoch bis auf die Grundsteinlegung im Jahre 1938 nie umgesetzt wurde. Mehrere renommierte Techniker besetzten zu dieser Zeit Lehrstühle, so Willy Messerschmitt und Max Dieckmann. Der Nobelpreisträger Hans Fischer schützte während der Zeit des Nationalsozialismus jüdische Studenten und Doktoranden:321–350 (Labors in den Katakomben); er nahm sich 1945 kurz vor Kriegsende das Leben.

### Kriegszeit, Wiederaufbau und Expansion
Während des Zweiten Weltkriegs wurden die Einrichtungen auf dem Stammgelände zu 80 Prozent zerstört. Bausubstanz (vom Erdgeschoss) des Neureuther-Baus gibt es heute nur noch an der Gabelsbergerstraße und im Innenhof hinter dem „Bestelmeyerbau“ (Süd). Der Universitätsbetrieb als Technische Hochschule München wurde 1946 wieder aufgenommen. Nach dem Krieg erwarb die Technische Hochschule die Oskar von Miller-Institute. Der Standort Garching wurde 1957 durch die Inbetriebnahme des Forschungsreaktors München (FRM) begründet. Die Hochschule berief Heinz Maier-Leibnitz als Professor und Nachfolger von Walther Meißner. Ihm oblag die Leitung des Instituts. Später wurde Rudolf Mößbauer damit betraut. Die deutsche Luft- und Raumfahrtforschung wurde ein Herzstück der Hochschule. Elektrotechnik und Mathematik gewannen durch die PERM an Bedeutung. Hans Piloty und Robert Sauer prägten das Bild der Rechenanlage. Forschung in diesem Bereich war Grundlage für das heutige Leibniz-Rechenzentrum. 1967 wurde am Klinikum rechts der Isar die medizinische Fakultät eröffnet. Nach der Vorklinik wechselten viele Medizin-Studenten von der Münchner Universität an die Technische Hochschule. Im gleichen Jahr immatrikulierten sich die ersten Informatik-Studenten, die u. a. bei Friedrich Ludwig Bauer Vorlesungen hörten. Die Umbenennung von Technische Hochschule München in Technische Universität München (TUM) erfolgte 1970. Die Geochemikerin Paula Hahn-Weinheimer war im selben Jahr die erste Frau, die auf einen Lehrstuhl der TUM berufen wurde. Die Forschungs-Neutronenquelle Heinz Maier-Leibnitz (FRM II) wurde 2004 als Nachfolger des FRM in Garching in Betrieb genommen.
Präsident der TUM war ab 1995 der Chemieprofessor Wolfgang A. Herrmann, der sich bundesweit als Hochschulreformer profiliert hatte. Er wurde mehrmals wiedergewählt und war dadurch bis September 2019 im Amt. Auf seine Initiative geht die grundlegende Strukturreform der TUM zurück, woran sich andere Bundesländer und Österreich mit ihren neuen Hochschulgesetzen orientierten. Das oberste, aufsichtsratsähnliche Kontrollgremium der Universität ist der Hochschulrat, dem u. a. Susanne Klatten, Norbert Reithofer, Peter Löscher und Edmund Stoiber angehörten. Die Mitwirkung externer Persönlichkeiten an wichtigen Entscheidungen wurde in Gestalt des Hochschulrats der TUM 1999 erstmals an einer deutschen Universität umgesetzt.

### Neuere Geschichte: Exzellenz-Universität
Die TUM gehörte zu den ersten drei Universitäten, die von der Exzellenzinitiative für ihre erfolgreichen Zukunftskonzepte ausgewählt wurden.
Ab November 2006 wurden die beiden Exzellenzcluster Cognition for Technical Systems (CoTeSys) und Origin and Structure of the Universe (Universe), die Graduiertenschule (International Graduate School of Science and Engineering, IGSSE) sowie das Zukunftskonzept „TUM – die unternehmerische Universität“ gefördert. An den Exzellenzclustern Center for Integrated Protein Science Munich (CIPSM), Munich-Centre for Advanced Photonics (MAP) und Nanosystems Initiative Munich (NIM) ist die TUM gemeinsam mit der LMU beteiligt.
In der aktuellen Runde (Förderzeitraum 2012–2017) wurden die Verlängerungsanträge für die Cluster CIPSM, MAP, NIM und Universe, die Graduiertenschule IGSSE sowie für das Zukunftskonzept bestätigt. Darüber hinaus ist die TUM am neu bewilligten Cluster Munich Cluster for Systems Neurology (SyNergy) als Antragsteller beteiligt. In den Medien werden diese Universitäten als Eliteuniversität bezeichnet.

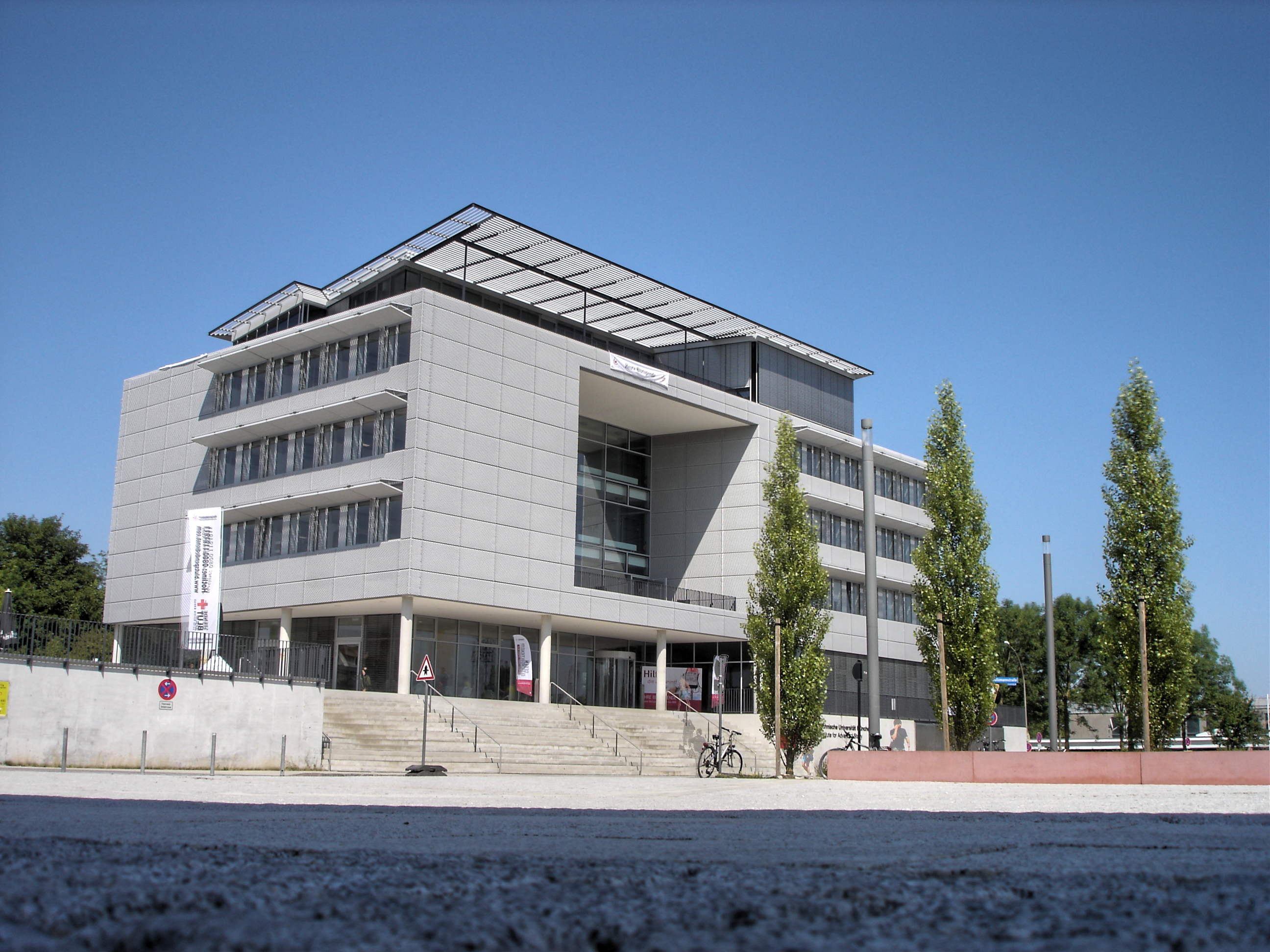
Das Institute for Advanced Study

Das im Jahre 2005 gegründete TUM Institute for Advanced Study (TUM-IAS) erhält über das Zukunftskonzept der Exzellenzinitiative fünf Fellowship-Linien, die herausragenden Wissenschaftlern die erforderlichen Freiräume zur Entfaltung ihrer wissenschaftlichen Kreativität gewähren, die akademische Schulenbildung mit Nachwuchswissenschaftlern fördern und Spitzenforschung im interdisziplinären Kontext ermöglichen. 2010 bezog das Institut im Zentrum des Campus Garching einen von BMW gestifteten Neubau.
Seit 2007 zeichnet die TUM herausragende und besonders engagierte Professoren im Ruhestand mit dem Ehrentitel TUM Emerita/Emeritus of Excellence (EoE) aus und bindet sie ehrenamtlich in wichtige Aufgaben der Universität ein. Der interdisziplinär zusammengesetzte Kreis der TUM Emeriti of Excellence bildet in seiner Gesamtheit die TUM Senior Excellence Faculty (SEF). Diese engagiert sich aktiv in verschiedenen Bereichen für Universität und Gesellschaft und bringt ihre Expertise in Publikationen, wissenschaftlichen Veranstaltungen und Stellungnahmen ein. Das Thema Nachhaltigkeit spielt dabei eine zentrale Rolle.
Seit 2009 ist die TUM School of Education die dreizehnte Fakultät der TUM, die als erste Fakultät in Deutschland ganz der Aus- und Weiterbildung von Lehrkräften in den MINT-Fächern (Mathematik, Informatik, Naturwissenschaften, Technik) und berufsbildenden Fachrichtungen (Agrarwirtschaft, Bautechnik, Elektrotechnik und Informationstechnik, Ernährungs- und Hauswirtschaftswissenschaft, Gesundheits- und Pflegewissenschaft, Metalltechnik) gewidmet ist. Vier ihrer derzeit 18 Professuren sind als Stiftungslehrstühle eingerichtet.
Im Jahr 2010 haben Mäzene und Unternehmen die TUM Universitätsstiftung ins Leben gerufen. Die Stiftung soll der Technischen Universität München eine größere Unabhängigkeit von staatlichen Budgets verschaffen und so ihre unternehmerische Handlungsfähigkeit vergrößern. Mit ihren Erträgen will die Stiftung nicht zuletzt die Projekte aus der Exzellenzinitiative langfristig fördern und Berufungen von Spitzenwissenschaftlern unterstützen.
Nach Beschluss des Bayerischen Landtages im Juli 2014 übernahm die TUM zum 1. Dezember desselben Jahres die Trägerschaft an der Hochschule für Politik München (HfP). Mit der Übernahme begann auch ein noch laufender Reformprozess an der HfP (Stand: 2016), der unter anderem die Schaffung neuer Professuren, die Umstellung auf Bachelor- und Master-Studiengänge sowie den Umzug der Einrichtung in ein größeres Gebäude nahe dem Lenbachhaus beinhaltet.
Ein erstes umfassendes Geschichtswerk über die TUM in zwei Bänden erschien im Oktober 2006 (Metropol-Verlag, Berlin).
Zum 1. Oktober 2017 wurde das Wissenschaftszentrum Straubing, an dem die TUM bereits seit einigen Jahren als Kooperationspartner beteiligt war, zum Campus für Biotechnologie und Nachhaltigkeit der TUM umgewidmet. Seither steht der Campus in Straubing unter vollständiger Trägerschaft der TUM und wurde somit zum vierten Campus der TUM.
Im Mai 2018 wurde mit der Fakultät für Luftfahrt, Raumfahrt und Geodäsie die 15. Fakultät als Zusammenschluss der traditionsreichen Luft- und Raumfahrtforschung an der TUM mit der Satellitennavigation, Erdbeobachtung und den geodätischen Basisdisziplinen gegründet. Diese ist seit Oktober 2021 als Department Aerospace and Geodesy in der neu gegründeten TUM School of Engineering and Design integriert.
Die Wissenschaftskommunikation und Pressearbeit wurde am Hochschulreferat 2 mit dem Corporate Communications Center (CCC) zentralisiert.
Am 1. Oktober 2019 übernahm der Lebensmittelchemiker Thomas F. Hofmann das Amt des Präsidenten von Wolfgang A. Herrmann, der dieses 24 Jahre lang innehatte.
Im Dezember 2023 wurde das TUM Center for Culture and Arts gegründet, welches die technisch-naturwissenschaftliche Forschung enger mit Literatur, Musik sowie darstellenden und bildenden Künsten vernetzen soll.

## Kontroversen

### Datenschutz
Zusammen mit der LMU München erhielt die TUM im Jahr 2017 den Negativpreis BigBrotherAward in der Kategorie Bildung für ihre Kooperation mit dem Online-Kurs-Anbieter Coursera. Die Jury kritisierte, dass im Kooperationsabkommen der beiden Münchener Hochschulen mit Coursera der Datenschutz ausgeblendet werde. Coursera sei eine gewinnorientierte Firma, die aus den Daten der Studenten Kapital schlüge, etwa indem sie Benotungen und andere Daten der Studenten an Personalagenturen verkaufe. Als Alternative zu solchen kommerziellen US-Angeboten regte der Laudator Frank Rosengart vom Chaos Computer Club die Schaffung einer gemeinnützigen europäischen MOOC-Plattform an. Als Reaktion auf die berechtigte Kritik wurden fortan auch Kurse auf der freien und quelloffenen edX-Plattform bereitgestellt.

### Alternativmedizin
An der TUM fand im Oktober 2015 der sogenannte Weltkongress der Ganzheitsmedizin statt, an dem unter anderem Miracle Mineral Supplement beworben wurde. Universitätspräsident Herrmann reagierte erbost, dass die Räume dafür vermietet wurden. Der Kongress wurde vorher an der Ludwig-Maximilians-Universität München ausgetragen.

### Ethik-Institut
Das Ethik-Institut wird von Facebook finanziert. Das Unternehmen stellt dafür 7,5 Millionen Dollar zur Verfügung. Nach einer Zahlung von 1,5 Millionen Dollar kann die Zahlung jederzeit ohne Gründe eingestellt werden. Facebook erwarte „beim Aufbau des Instituts, der Grundlagenforschung und der Lehre“ eine Zusammenarbeit mit Professor Christoph Lütge. Eine andere Leitung erfordere eine „vorherige schriftliche Zustimmung von Facebook“. Üblicherweise wird der Posten eines Institutsdirektors ausgeschrieben und durch ein unabhängiges Expertengremium vergeben. Somit kann die Unabhängigkeit des Institutes in Zweifel gezogen werden.

### Einfluss auf die geplante Hochschulrechtsreform
Die geplante Novellierung des Hochschulrechts soll Universitäten mehr Flexibilität gewähren, zum Beispiel soll das Berufungsrecht auf die Hochschulen übertragen werden, ohne auf Genehmigung durch das Wissenschaftsministerium zu warten. Außerdem soll die Novelle Hochschulen ermöglichen, Studienbeiträge von Nicht-EU-Ausländern zu erheben. Der ursprüngliche Entwurf der Novelle enthielt den Begriff der „unternehmerischen Universität“, weshalb Kritiker einen Einfluss der TUM auf die Novelle beklagen. So habe TUM-Präsident Thomas Hofmann einen Brief an Ministerpräsident Markus Söder Mitte Mai 2020 geschrieben, worin er seine Überlegungen für eine „zukunftsfähige Novelle des Hochschulrechts“ darlegte.

## TUMentrepreneurship
Die Universität hat es sich zum Ziel gesetzt, eine der erfolgreichsten Gründeruniversitäten Europas zu werden. Mit dem Handlungskonzept TUMentrepreneurship baute sie ihre Aktivitäten zur Förderung von wachstumsorientierten Gründungen aus. Zusammen mit ihrem An-Institut, der UnternehmerTUM GmbH, bietet sie ein breites Angebot an Gründungsberatung, Forschung und Qualifizierung sowie ein Netzwerk für Gründer.
2002 wurde mit Unterstützung der Unternehmerin Susanne Klatten die UnternehmerTUM GmbH gegründet. Im selben Jahr gründete die TUM als erste deutsche Universität mit dem German Institute of Science and Technology (GIST) in Singapur eine eigenständige Tochter im Ausland. Außerdem wurde auf dem Campus in Garching das Garchinger Technologie- und Gründerzentrum (gate) für Unternehmer errichtet. 2004 wurde mit einer Jubiläumsspende der Linde AG die Carl von Linde-Akademie eingerichtet, die Studenten Möglichkeiten zur Weiterbildung in Schlüsselkompetenzen über den eigenen Fachbereich hinaus bietet. Im gleichen Jahr startete die UnternehmerTUM GmbH das Manage&More-Programm um Studenten im Intra- und Entrepreneurship auszubilden und diesen somit den Start in ein eigenes, neues Unternehmen zu erleichtern. Im neu gegründeten TUM Institute for Advanced Study (TUM-IAS) wird seit 2005 die Forschung in 15 Zukunftsthemen gebündelt.
2006 wurde die TUM in einer gemeinsamen Entscheidung des Wissenschaftsrats und der Deutschen Forschungsgemeinschaft am 13. Oktober als Exzellenzuniversität ausgezeichnet. Mit dieser Auszeichnung begann die Realisierung des Zukunftskonzeptes TUM. The Entrepreneurial University. Die Bereiche Forschungsförderung und Technologietransfer wurden 2009 im TUM ForTe – Office for Research and Innovation gebündelt.
Im Ranking „Vom Studenten zum Unternehmer“ belegte die TUM 2011 den ersten Platz. Ebenfalls 2011 wird die Universität mit ihrem Konzept TUMentrepreneurship beim Wettbewerb EXIST-Gründungskultur ausgezeichnet. Die UnternehmerTUM legt im selben Jahr einen Venture Capital Fonds auf, um Ausgründungen finanziell in der Frühphase unterstützen zu können. Ziel des kohärenten Gesamtkonzeptes ist es, systematisch für die Entwicklung und Förderung von Technologieausgründungen zu sorgen. Im Rahmen des Gesamtkonzepts werden verschiedene Preise für unterschiedliche Zielgruppen vergeben. 2015 wurde der öffentlich zugängliche MakerSpace eröffnet, der Start-Ups, Bastlern und Tüftlern den Zugang zu Maschinen und Software erleichtert.

### TUM IDEAward
Die TUM, die UnternehmerTUM GmbH und die Zeidler-Forschungs-Stiftung vergeben gemeinsam den TUM IDEAward. Fokus dieser Auszeichnung sind innovative Ideen mit Marktpotential von Wissenschaftlern und Alumni der Technischen Universität München. Der Wettbewerb soll dazu animieren, die Ideen in Ausgründungen umzusetzen. Die bisherigen Preisträger:
- 2019[92]
  1. Dymium: Methode zur zuverlässigen Entfernung von Nierenstein-Fragmenten
  2. modular robotics: Module zur flexiblen Zusammenstellung von Robotern
  3. Brunsterkennung bei Kühen: Neuartiger Sensor für Anwendung in der Rinderzucht
- 2018[93]
  1. ORBEM: Bestimmung des Geschlechts von Geflügelembryonen im Ei mithilfe von Magnetresonanztomographie um das Töten von sogenannten Eintagsküken zu verhindern
  2. M-Bee: Neuartige Leistungselektronik für Batteriespeichersysteme
  3. Woodchicken: Veganer Fleischersatz auf Pilzbasis
- 2017[94]
  1. KEWAZO: Intelligentes Transport-System für die Bauindustrie
  2. APICBEAM: Display-Technologie für frei im Raum schwebende virtuelle Bilder und Videos
  3. Acrai: Autonome Landwirtschaftsroboter zur nicht-chemischen Unkrautentfernung
- 2016[95]
  1. mk2 Biotechnologies: Einschränkungsfreie Synthese hochreiner Peptide[96]
  2. ATR Elements: Einweg-Probeträger für ATR-Infrarotspektroskopie
  3. aCar: Robustes und kostengünstiges Elektroauto
- 2015[97]
  1. Li.plus: Batterie-Schnelltester für Restkapazität und andere wichtige Kenngrößen
  2. Bioartifizielle Lymphknoten: Regeneration von Lymphgewebe und -gefäße mithilfe einer Tissue-Engineering-Technologie
  3. CHROMOSOME Industrial: Software zur automatisierten Konfiguration und Echtzeit-Anpassung von Produktionsanlagen
- 2014[98]
  1. NEUROGLASSES: tragbare elektronische Hilfe für Blinde in Form einer Brille
  2. Sensomotorisches Klavier: Klaviersystem für Menschen mit frühkindlichen Hirnschädigungen, das mit sensomotorischen Reizen arbeitet
  3. High-End Algorithmen für die Computer-Tomographie: iterativer Algorithmus, um Rauschen und Artefakte im Bild besser ausgleichen zu können und dadurch die Bildqualität zu verbessern
- 2013
  1. Physco Filter: Biotechnische Lösung zur Klärung von Krankenhausabwässern[99]
  2. EmaCure: Methode zur Heilung chronischer Wunden mittels einer individualisierten Therapie[100]
  3. Bio Breast: Biologisch abbaubare Brustimplantate, die den individuellen Bedürfnissen der Patientin angepasst werden können
- 2012
  1. NavVis: Navigationssystem für Innenräume[101]
  2. Conchifera: Neue Batterietechnologie, die die Reichweite von Elektrofahrzeugen erhöht
  3. FasCiPlex: Enzymkomplex, mit dem Zucker als Erdölersatz gewonnen wird

### Presidential Entrepreneurship Award
Der Presidential Entrepreneurship Award richtet sich an Teams, die bereits eine erste Finanzierung durch private Investoren erreicht haben und deren Geschäftsmodell ein hohes Wachstumspotential erwarten lässt. Dieser Award wurde 2013 zum ersten Mal verliehen. Die bisherigen Preisträger:
- 2019: Scintomics – Radiopharmazeutische und nuklearmedizinische Technologien für Tumordiagnostik und Tumortherapie[102]
- 2018: NavVis – Anwendungen zur Kartierung von Innenräumen[103]
- 2017: KONUX – Sensoren zur Überwachung von industriellen Anlagen[104][105]
- 2016: Orcan Energy – Produkte zur Stromerzeugung aus Abwärme[106][107]
- 2015: Celonis – Visualisierung, Analyse und Optimierung von Unternehmensprozessen in Echtzeit mithilfe von Process-Mining[108]
- 2014: Dynamic Biosensors – Technologie zur Messung molekularer Interaktionen[109][110]
- 2013: fos4X – Entwicklung und Herstellung faseroptischer Messsysteme[111][112]

### TUM Entrepreneurs of Excellence
Die von der TUM benannten TUM Entrepreneurs of Excellence sind Unternehmer mit Vorbildfunktion. Es soll als Zeichen der Wertschätzung für erfolgreiche Gründer dienen. Jährlich werden im Rahmen des Dies academicus der TUM die Entrepreneurs of Excellence ausgezeichnet. Die Preisträger:
- 2020
  - Felix Haas, Seriengründer und Investor – Amiando, Felix Haas Investments, IDnow, Bits & Pretzels[114]
- 2013
  - Ingo Ederer, voxeljet – Entwicklung und Herstellung von 3D-Drucksystemen[115]
- 2012
  - Sissi Closs, Comet – Full-Service-Dienstleistungen für technische Dokumentation und Software-Entwicklung[116][117]
  - Michael Muth, AeroLas – Kundenspezifischen Entwicklung und Produktion von Luftlagern und luftgelagerten Antriebssystemen[118]
- 2011
  - Hans Georg Huber, Huber SE – Entwicklung und Herstellung von Maschinen und Anlagen zur Wasseraufbereitung[119]
  - Peter Kowalsky, Bionade – Herstellung alkoholfreier Bio-Limonade durch die Fermentation natürlicher Rohstoffe[120]
  - Manfred Stefener, SFC Energy – Entwicklung und Herstellung von Brennstoffzellen für eine mobile und netzferne Stromversorgung[121]
  - Rupert Stuffer, ACTANO – Entwicklung von Projektmanagementsoftware zur Planung und Durchführung hochkomplexer Projekte[122]
  - Stefan Vilsmeier, BrainLAB – Systeme für bildgesteuertes Operieren und Strahlentherapie[123]
  - Olaf G. Wilhelm, Wilex – Entwicklung von Arzneimitteln zur gezielten und nebenwirkungsarmen Behandlung[124]

### Manage and More
Im Bereich Entrepreneurship Education bietet die TUM über ihr An-Institut UnternehmerTUM jedes Semester das unternehmerische Qualifizierungsprogramm Manage and More an. Die Stipendiaten bearbeiten hierzu in interdisziplinären Teams Projektaufträge namhafter Unternehmenskunden. Im Rahmen eines Gründungsprojektes besteht zudem die Möglichkeit, ein eigenes Unternehmen zu gründen. Unterstützt werden die Stipendiaten durch die Programmleitung und dem Alumni-Verein aus ehemaligen Mitgliedern. Zusätzlich bekommt jeder Stipendiat während der 18-monatigen aktiven Manage-and-More-Zeit einen Mentor aus der Wirtschaft zur Seite gestellt um den Stipendiaten Einblicke in die Unternehmenswelt zu gewähren.
Aus dem Manage-and-More-Programm sind bereits mehr als 60 Start-ups entstanden, so z. B. amiando (heute XING Events), tado, Konux oder Komoot.

### Center for Digital Technology and Management (CDTM)
Im Rahmen einer Kooperation mit der LMU bietet die TUM am Center for Digital Technology and Management einen Zusatzstudiengang an, der sich auf die Vermittlung von praxisorientiertem Wissen im Bereich Informations- und Kommunikationstechnologie fokussiert.

### UnternehmerTUM GmbH
UnternehmerTUM ist ein gemeinnütziges Zentrum für Innovation und Gründung mit Sitz in Garching bei München. Das 2002 von Susanne Klatten gegründete Entrepreneurship Center schult und berät Gründer in allen Stadien ihres Geschäfts von der Idee bis zum Börsengang. Darüber hinaus finanziert UnternehmerTUM Venture Capital (UVC) Start-ups in der Frühphase durch Seed-Kapital und hilft etablierten sowie mittelständischen Unternehmen bei der Zusammenarbeit mit Start-ups und der Entwicklung eigener Innovationsprojekte. Zu den über 100 Partnern zählen Firmen wie Allianz, BMW, Google oder SAP.
UnternehmerTUM ist ein An-Institut der Technischen Universität München (TUM). Neben Weiterbildungskursen und Förderung erhalten hier Gründer auch im hauseigenen Inkubator Büroräume und Arbeitsplätze sowie Beratungsangebote zur freien Verfügung. Jährlich werden bei UnternehmerTUM mehr als 80 Technologie-Start-ups gegründet, darunter Konux, TWAICE und Isar Aerospace.

## Schwerpunkte in der Forschung
Der Schwerpunkt des Fächerangebots liegt naturgemäß auf den technischen und naturwissenschaftlichen Fächern. Insbesondere wird eine „konsequente Politik der Verschränkung von Medizin, Natur- und Ingenieurwissenschaften“ angestrebt. Erklärte Ziele des ehemaligen Präsidenten Wolfgang A. Herrmann bestanden darin, „Fakultätsgrenzen in der Forschung (zu) überwinden“ und die Anwendung unternehmerischer Prinzipien in Hochschulgestaltung und Wissenstransfer zu fördern.

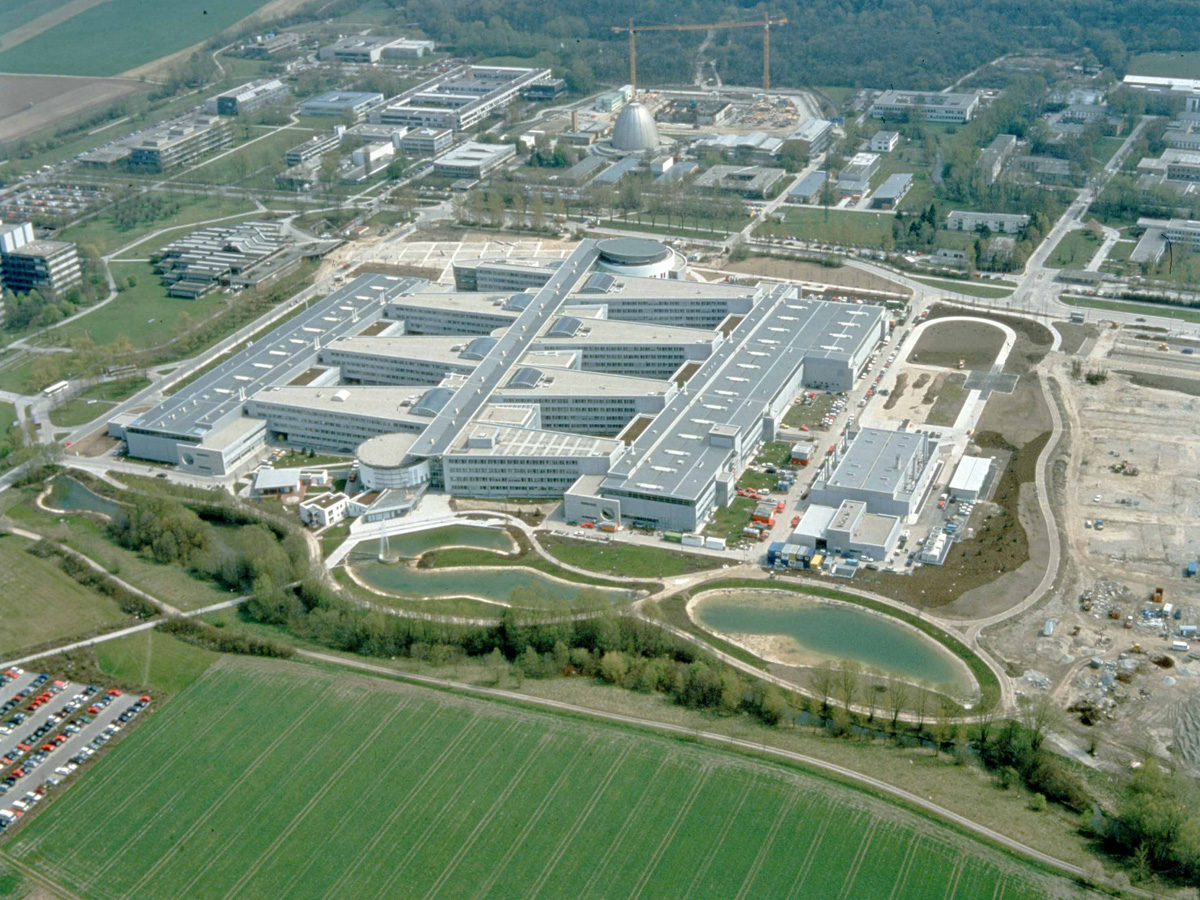
TUM, Fakultät für Maschinenwesen, im Hintergrund die Forschungsreaktoren FRM I (sog. Atom-Ei, 1957) und die Baustelle des FRM II (2004)

Zu herausragenden Forschungseinrichtungen der TUM in Garching gehören unter anderem die Forschungs-Neutronenquelle Heinz Maier-Leibnitz, das Walter Schottky Institut, das Zentralinstitut für Katalyseforschung sowie das Maier-Leibnitz-Laboratorium (MLL) der TUM und LMU für Kern-, Teilchen- und Beschleunigungsphysik. Auf dem Garchinger Forschungscampus sind in direkter Nachbarschaft außerdem vier Max-Planck-Institute (für Astrophysik, Extraterrestrische Physik, Plasmaphysik und Quantenoptik), das Walther-Meißner-Institut für Tieftemperaturforschung und das Hauptquartier der Europäischen Südsternwarte (ESO) angesiedelt.
Das ebenfalls in Garching angesiedelte Institute for Advanced Study (IAS) ist das Herzstück des TUM Zukunftskonzepts, das 2006 in der Exzellenzinitiative von DFG und Wissenschaftsrat ausgezeichnet wurde. Thematische Schwerpunkte setzt es mit Forschergruppen, die aus Fellows der TUM sowie internationalen Spitzenwissenschaftlern bestehen. Das Profil ist dabei stets interdisziplinär und offen für neue Entwicklungen. Auch Geisteswissenschaften und Industrieforschung sollen integriert werden. „High-Risk, High Reward“ ist das Ideal der Wissenschaft des Hauses, das neue Felder eröffnen und Wissenschaftlerkarrieren nachhaltig prägen soll. So spielen Nachwuchswissenschaftler eine zentrale Rolle am IAS, das spezielle Fellowships für besonders begabte junge Talente bereithält.
Die Medizin ist mit dem Klinikum rechts der Isar (MRI) und dem akademisch angegliederten Deutschen Herzzentrum München vertreten. Für weltweit großes Aufsehen sorgte die erfolgreiche Transplantation von zwei kompletten Armen im Juni 2008, bei der etwa 40 Ärzte beteiligt waren.
Nach ein paar Monaten war der Heilungsprozess so weit fortgeschritten, dass Hände und Finger wieder bewegt und benutzt werden können. Im Sommer 2013 saß der operierte Landwirt zum ersten Mal ohne Hilfshandschuhe am Lenkrad eines Traktors und fuhr über seine Felder. Durch disziplinierte Mitarbeit bei den verschiedenen Rehamaßnahmen hat er nahezu eine normale Ellbogenfunktion und kann die Finger so gut bewegen, dass er ohne Hilfe ein Glas Wasser trinken kann. Seit 2013 kooperiert das MRI zusammen mit der LMU und dem Helmholtz Zentrum München mit dem Institut für Mikrobiologie der Bundeswehr um den Heimatschutz im gesamten Freistaat und der BRD in Bezug auf die B-Abwehr zu gewährleisten.
Studenten der TUM beschäftigen sich mit dem 3D-Druck von lebendem Gewebe, um Organspenden in Zukunft zu vermeiden. In Kooperation mit den National Institutes of Health (NIH) entsteht in München ein internationales Forschungszentrum zur Erforschung des Mikrobioms des Dickdarms, um Zivilisationskrankheiten und schwere chronische Entzündungkrankheiten wie Morbus Crohn zu verstehen.

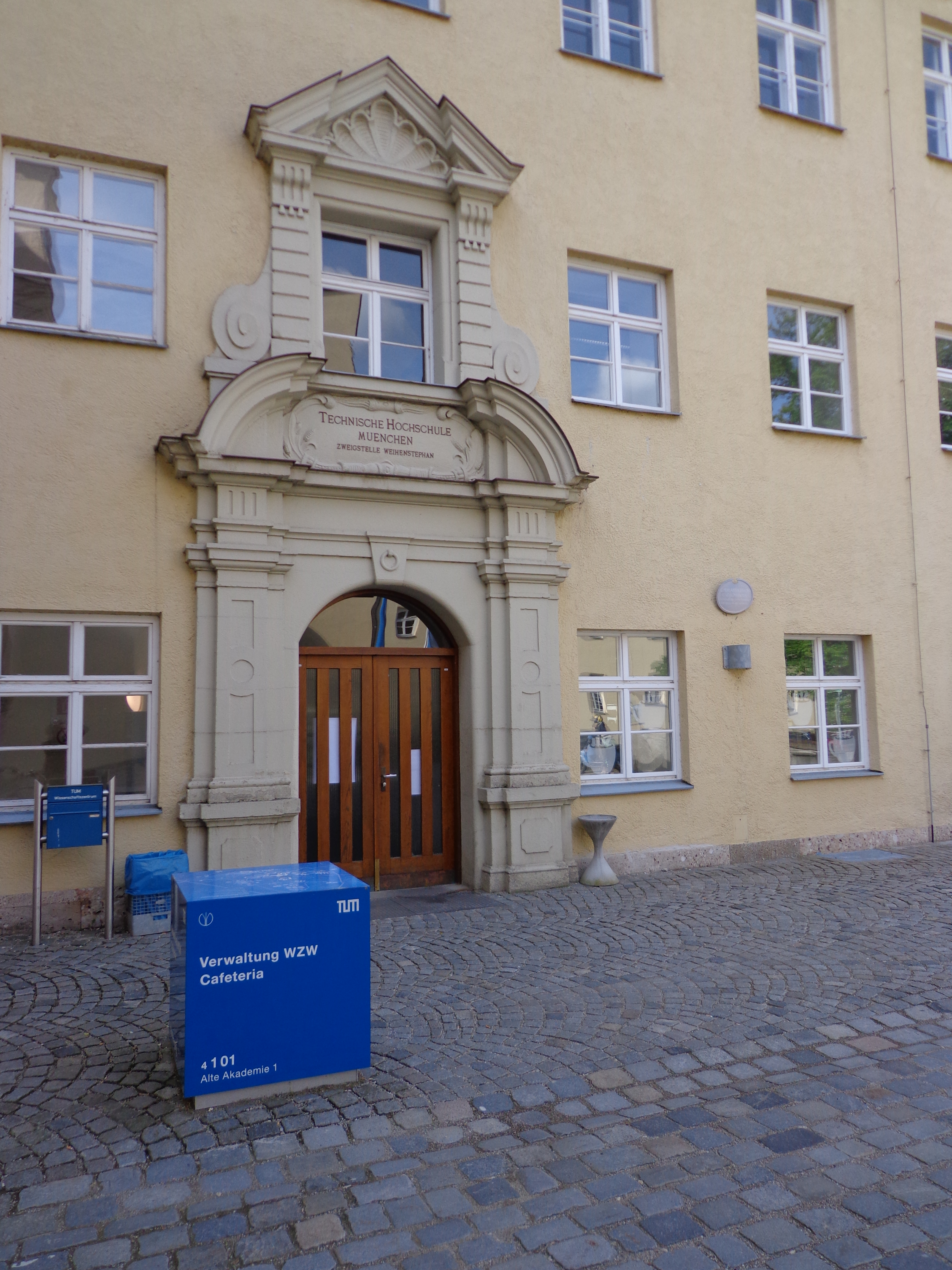
Eingang zur Alten Akademie des Klosters Weihenstephan. Beherbergt die Verwaltung der TUM School of Life Sciences.

In der TUM School of Life Sciences in Freising wird schwerpunktmäßig das Forschungsgebiet der Life Sciences behandelt. Die Kombination dieser Forschungsbereiche verleiht der TUM ein Alleinstellungsmerkmal unter den europäischen Universitäten. Das Forschungszentrum Weihenstephan für Brau- und Lebensmittelqualität kooperiert mit der Bayerischen Staatsbrauerei Weihenstephan, der ältesten Brauerei der Welt. Am Lehrstuhl für mikrobielle Ökologie des Department für Grundlagen der Biowissenschaften wird eine Stammsammlung mit über 11.000 Isolaten von Bakterien und Hefen aus Lebensmitteln verwaltet. Ein während der angewandten Forschung in der Milchindustrie entdeckter psychrophiler Sporenbildner wurde in Anlehnung an das renommierte Institut und den Fundort Bacillus weihenstephanensis genannt. Zudem existiert eine Service-Einrichtung bei der unbekannte Isolate mit Hilfe eines FT-IR-Spektrometers gegen eine Referenzdatenbank abgeglichen und so identifiziert werden können. Um dem modernen Agribusiness und dem von der Europäischen Union geforderten „from farm to fork“-Ansatz nachzukommen, wendet sich die klassische Mikrobiologie auch stärker der Feldforschung zu, bei der ebenfalls neue Arten wie z. B. Pseudomonas weihenstephanensis entdeckt und von den Erstbeschreibern nach dem Locus benannt wurden.
In Zusammenarbeit mit weiteren europäischen Universitäten wurde im Jahr 2013 unter der Federführung der TUM das bis dahin unbekannte Material Lithiumborsilicid, in Anlehnung an die Universität auch tum genannt, entwickelt.
Umweltingenieure der TUM entwickeln fischfreundliche Schachtkraftwerke, die ökologische Bedenken gegen den Ausbau der Wasserkraft durch technische Innovation entgegenwirken. Die Entdeckung der neuen Art Listeria weihenstephanensis auf einer Wasserpflanze (Lemna trisulca) in einem künstlich angelegtem Stillgewässer demonstriert die interdisziplinäre Zusammenarbeit der Forschergruppen der TUM.
Seit 2018 wird an der Munich School of Robotics and Machine Intelligence an „Maschineller Intelligenz“ geforscht. Die TUM ist am 2021 gegründeten Munich Quantum Valley beteiligt.

## Frauenförderung
Die gleichberechtigte Teilhabe von Frauen soll an der TUM auf allen Ebenen und für alle Mitglieder der Universitätsgemeinschaft praktiziert werden. Dazu zählt auch die Förderung von jungen Frauen in MINT-Studiengängen vor Beginn des Studiums. Seit 1998 gibt es Programme nur für Schülerinnen für unterschiedliche Altersstufen, die durch ihren niedrigschwelligen Zugang MINT-Begeisterung wecken und ein dauerhaftes Interesse fördern sollen. Trotzdem sind Frauen mit nur etwa einem Fünftel der Professoren an der TUM stark unterrepräsentiert.

### TUM-Entdeckerinnen: MINT-Impulse an der Schule
Das Projekt greift aktuelle Themen aus den Naturwissenschaften und der Technik auf und bringt diese als MINT-Impulse in eintägigen Workshops an die Schulen. Zentrale Aspekte sind dabei die Erweiterung des Erfahrungshorizonts der Schülerinnen durch eigenes Tun, das Entdecken der eigenen Fähigkeiten sowie die Stärkung des Selbstvertrauens.

### TUM-Entdeckerinnen: MINT-Erlebnis an der Uni
Das Projekt soll Mädchen und junge Frauen (ab 10 Jahren) durch ein abwechslungsreiches Experimentier- und Kursangebot für naturwissenschaftliche und technische Sachverhalte begeistern. Die zwei- bis viertägigen Projekte finden in den ersten drei Wochen der bayerischen Sommerferien an den Standorten der TUM statt.

## Universitätsbibliothek
Die Universitätsbibliothek der TUM ist mit 2,2 Mio. Medien eine zentrale Serviceeinrichtung der Hochschule und für einen breiten Nutzerkreis (Angehörige der TUM und anderer Hochschulen sowie Privatpersonen) öffentlich zugänglich. Zu ihr gehören neun Teilbibliotheken an allen vier Hochschulstandorten. Die Teilbibliotheken sind über einen internen Lieferdienst miteinander verbunden.

## Campus und Studentenleben

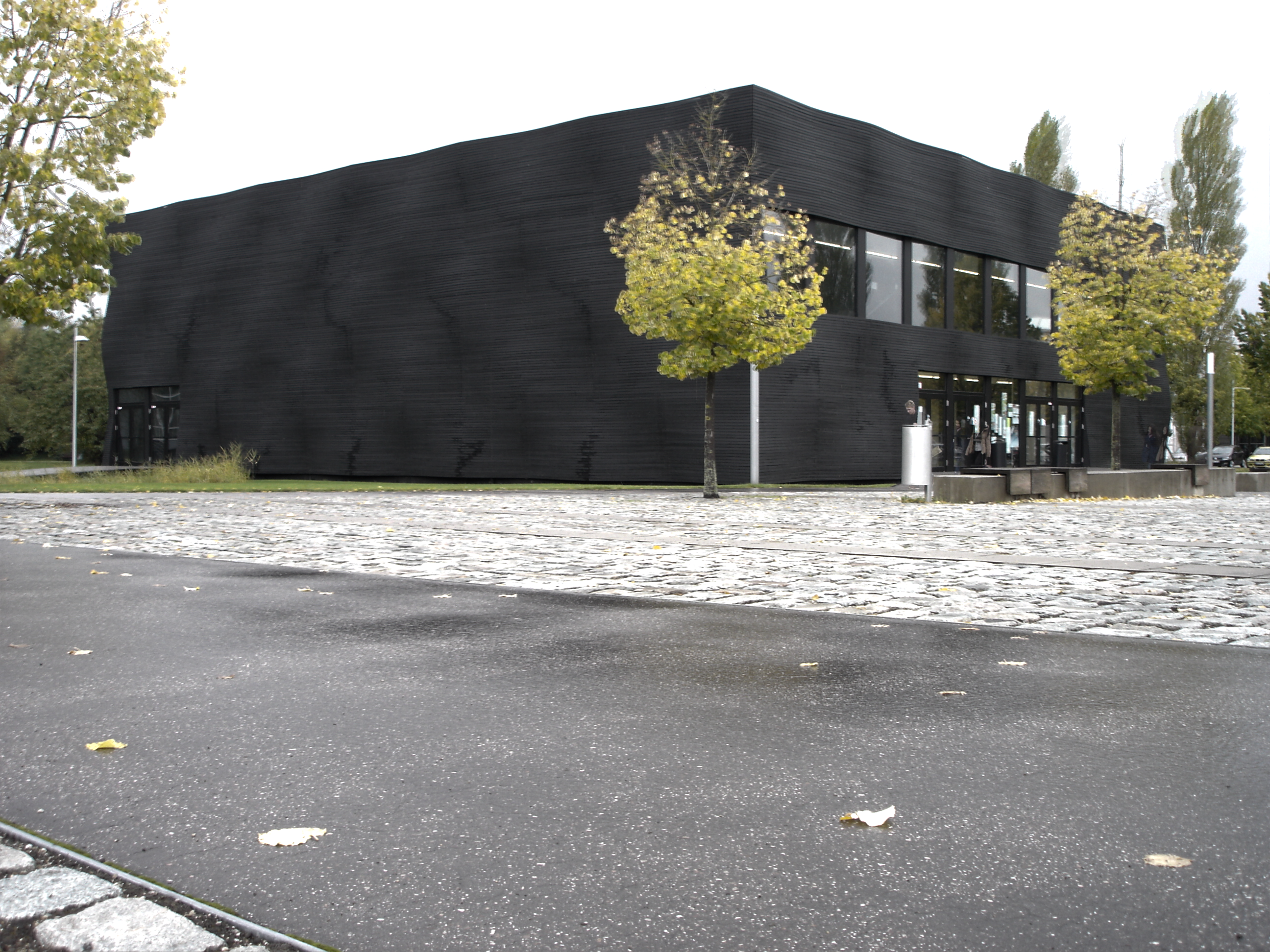
Ein Gebäude mit zusätzlichen Hörsälen („Interims-Hörsäle“)

Während die Münchner Standorte der TUM im Zentrum der Millionenstadt liegen, befinden sich der Weihenstephaner und der Garchinger Campus in der Peripherie von Klein- bzw. Mittelstädten. In Weihenstephan ist man mit dem Bau eines Studentenwohnheims einen Schritt in Richtung Campus-Universität gegangen; in Garching befinden sich Wohnheime in der Stadt.
Einige Fächer (Physik, Chemie, Biologie, Mathematik, Informatik, Lehramt, Medizin und Betriebswirtschaftslehre) werden auch von der ebenfalls in München angesiedelten Ludwig-Maximilians-Universität (LMU) angeboten, allerdings mit unterschiedlichen Ausrichtungen bzw. Schwerpunkten.
Seit 2006 ist das Hochschul- und Forschungszentrum Garching durch den U-Bahnhof Garching-Forschungszentrum direkt an das Münchner U-Bahn-Netz angeschlossen. Der Standort Weihenstephan ist mit der S-Bahn-Linie 1 oder Regionalzügen und Freisinger Stadtbussen erreichbar. Zudem sind seit dem 1. Oktober 2021 der Garchinger und Weihenstephaner Campus direkt über die MVV-Expressbus-Linie X660 verbunden.
Die jährlich stattfindende, vier Tage dauernde IKOM der TUM ist eine Karriereplattform. Sie dient zur Unterstützung beim Übergang der Absolventen in das Berufsleben. Die u. a. von Susanne Klatten geförderte UnternehmerTUM GmbH – Zentrum für Innovation und Gründung – am Campus Garching widmet sich der Förderung von unternehmerischen Talenten und bietet kostenfrei Businessplan-Seminare, Workshops, ein Förderprogramm für Nachwuchs-Führungskräfte (Manage&More) und Unterstützung für angehende Gründer an. Dazu gehören auch Büroräume am Standort Garching.
Die TUM Speakers Series ist eine von Studenten organisierte Veranstaltungsreihe, in deren Rahmen Persönlichkeiten aus Wirtschaft, Politik und Wissenschaft Vorträge an der TUM halten.
Studenten und Angehörige des akademischen Mittelbaus der TUM wirken im Universitätschor München mit.
Außerdem veranstalten einige Fachschaften und die Studentische Vertretung der TUM ehrenamtlich regelmäßig Kultur- und Partyveranstaltungen, unter anderem die Open-Air-Festivals TUNIX (Standort Innenstadt) und GARNIX (Standort Garching). Seit 2009 findet im jährlichen Turnus die TUM Adventsmatinee in der Philharmonie am Gasteig statt.
In Zusammenarbeit mit TED werden Nachwuchswissenschaftlerkonferenzen organisiert und allgemeinverständliche Abendvorträge aufgezeichnet und ins Netz gestellt, um den Erkenntnisgewinn von Wissenschaft und Technik in die Bevölkerung zu transportieren.

## Rankings

### Forschung und Lehre im bundesweiten Vergleich
Innerhalb Deutschlands belegen die TUM (in der Gesamtwertung) sowie ihre Fakultäten (in Einzelwertungen) regelmäßig Spitzenplätze bei Rankings.
- 2004 gelangte die TUM auf den 1. Platz im Ranking des FOCUS;[162] im „Innovations-Ranking“ der Zeitschrift „Karriere“ belegte die TUM Platz 2.[163]
- 2005 erreichte die TUM bei Spiegel (Special: Studie „Student 2005“) und FOCUS den 1. Platz sowie weitere Spitzenpositionen.[162]
- 2006 belegte die TUM Platz 1 als forschungsstärkste Universität im CHE-Forschungsranking.[163]
- 2007 ging beim FOCUS-Ranking der 1. Platz an die TUM.[164]
- 2009 kam die TUM in die Finalrunde des Wettbewerbs „Exzellente Lehre“ des Deutschen Stifterverbands.
- 2011 Universitäts-Ranking zur Gründungsförderung: TUM bietet jungen Unternehmensgründern die besten Chancen[165]
- 2018 gemessen an der Anzahl an DAX-Vorstandsmitgliedern unter den Absolventen belegte die TUM den 7. Platz[166]
- 2019 gemessen an der Anzahl an DAX-Vorstandsmitgliedern unter den Absolventen belegte die TUM den 11. Platz[167]

### Forschung und Lehre im weltweiten Vergleich
In einem der umfassendsten weltweiten Rankings, dem Academic Ranking of World Universities (auch „Shanghai-Ranking“) der Jiaotong-Universität Shanghai, belegte die TUM:
| Jahr | Rang | Unter den deutschen Hochschulen                                                            |
| ---- | ---- | ------------------------------------------------------------------------------------------ |
| 2003 | 60.  | 3. (nach Ludwig-Maximilians-Universität München und Ruprecht-Karls-Universität Heidelberg) |
| 2004 | 45.  | 1.                                                                                         |
| 2005 | 52.  | 2. (nach Ludwig-Maximilians-Universität München)                                           |
| 2006 | 54.  | 2. (nach Ludwig-Maximilians-Universität München)                                           |
| 2007 | 56.  | 2. (nach Ludwig-Maximilians-Universität München)                                           |
| 2008 | 57.  | 2. (nach Ludwig-Maximilians-Universität München)                                           |
| 2009 | 57.  | 2. (nach Ludwig-Maximilians-Universität München)                                           |
| 2010 | 56.  | 2. (nach Ludwig-Maximilians-Universität München)                                           |
| 2011 | 47.  | 1.                                                                                         |
| 2012 | 53.  | 1.                                                                                         |
| 2013 | 50.  | 1.                                                                                         |
| 2014 | 53.  | 3. (nach Ludwig-Maximilians-Universität München und Ruprecht-Karls-Universität Heidelberg) |
| 2015 | 51.  | 2. (nach Ruprecht-Karls-Universität Heidelberg)                                            |
| 2016 | 47.  | 1. (punktgleich mit Ruprecht-Karls-Universität Heidelberg)                                 |
| 2017 | 50.  | 2. (nach Ruprecht-Karls-Universität Heidelberg)                                            |
| 2018 | 48.  | 2. (nach Ruprecht-Karls-Universität Heidelberg)                                            |
| 2019 | 57.  | 3. (nach Ruprecht-Karls-Universität Heidelberg und Ludwig-Maximilians-Universität München) |
| 2020 | 54.  | 2. (nach Ludwig-Maximilians-Universität München)                                           |
| 2021 | 52.  | 2. (nach Ludwig-Maximilians-Universität München)                                           |
| 2022 | 56.  | 1.                                                                                         |
| 2023 | 59.  | 2. (nach Ruprecht-Karls-Universität Heidelberg)                                            |
| 2024 | 47.  | 2. (nach Ludwig-Maximilians-Universität München)                                           |

Im Ranking 2013 nimmt die Chemie der TUM im internationalen Vergleich den 13. Platz ein. Sie liegt damit weit vor allen anderen deutschen Chemiefakultäten.
Die nächsten Technischen Universitäten in Deutschland folgen in allen bisherigen Shanghai-Rankings (ARWU) auf Plätzen oberhalb 180.
Ebenfalls jährlich vergleicht die Times weltweit Universitäten und stellt in Form eines Rankings, das Times Higher Education World University Ranking (auch „THE-Ranking“), auf. Dabei belegte die TUM:
| Jahr | Rang | Unter den deutschen Hochschulen                                                            |
| ---- | ---- | ------------------------------------------------------------------------------------------ |
| 2005 | 105. | 2. (nach Ruprecht-Karls-Universität Heidelberg)                                            |
| 2006 | 82.  | 2. (nach Ruprecht-Karls-Universität Heidelberg)                                            |
| 2007 | 67.  | 3. (nach Ruprecht-Karls-Universität Heidelberg und Ludwig-Maximilians-Universität München) |
| 2008 | 78.  | 2. (nach Ruprecht-Karls-Universität Heidelberg)                                            |
| 2009 | 55.  | 1.                                                                                         |
| 2010 | 101. | 4.                                                                                         |
| 2011 | 88.  | 4.                                                                                         |
| 2013 | 87.  | 5.                                                                                         |
| 2014 | 98.  | 6.                                                                                         |
| 2015 | 53.  | 4.                                                                                         |
| 2016 | 46.  | 3. (nach Ludwig-Maximilians-Universität München und Ruprecht-Karls-Universität Heidelberg) |
| 2017 | 41.  | 2. (nach Ludwig-Maximilians-Universität München)                                           |
| 2018 | 41.  | 2. (nach Ludwig-Maximilians-Universität München)                                           |
| 2019 | 44.  | 2. (nach Ludwig-Maximilians-Universität München)                                           |
| 2020 | 43.  | 2. (nach Ludwig-Maximilians-Universität München)                                           |
| 2021 | 41.  | 2. (nach Ludwig-Maximilians-Universität München)                                           |
| 2022 | 38.  | 2. (nach Ludwig-Maximilians-Universität München)                                           |
| 2023 | 30.  | 1.                                                                                         |
| 2024 | 30.  | 1.                                                                                         |
| 2025 | 26.  | 1.                                                                                         |

Im Einzelvergleich des Bereichs „Engineering and Technology“ belegte die TUM 2020 den 24. Platz (1. Platz unter den deutschen Kandidaten).
Im Jahr 2021 erreichte die TUM im Times Higher Education Impact Ranking den 1. Platz weltweit in der Kategorie Industry, Innovation and Infrastructure.
In Computer Science erreichte die TUM 2022 – zum zweiten Mal nach 2016 – die Top 10. In Europa ist sie die viertbeste Hochschule nach den Universitäten in Oxford und Cambridge sowie der ETH Zürich. Auch in Engineering hat sie sich weiter verbessert, womit sie nun zu den besten 20 Universitäten gehört. Stark verbessert kommt die TUM auf Rang 33 in Business and Economics (Rang 9 in Europa) und auf Rang 35 in Life Sciences (Rang 11 in Europa), wozu Biologie, Agrar- und Sportwissenschaften gehören.
Ein weiteres, internationales Universitätsranking wird jährlich von Quacquarelli Symonds (QS) unter dem Namen QS World University Rankings (auch „QS-Ranking“) veröffentlicht. Dabei schnitt die TUM wie folgt ab:
| Jahr | Rang | Unter den deutschen Hochschulen                                                            |
| ---- | ---- | ------------------------------------------------------------------------------------------ |
| 2012 | 53.  | 1.                                                                                         |
| 2014 | 53.  | 2. (nach Ruprecht-Karls-Universität Heidelberg)                                            |
| 2015 | 54.  | 3. (nach Ruprecht-Karls-Universität Heidelberg und Ludwig-Maximilians-Universität München) |
| 2016 | 60.  | 1.                                                                                         |
| 2017 | 60.  | 1.                                                                                         |
| 2018 | 64.  | 1.                                                                                         |
| 2019 | 61.  | 1.                                                                                         |
| 2020 | 55.  | 1.                                                                                         |
| 2021 | 50.  | 1.                                                                                         |
| 2022 | 50.  | 1.                                                                                         |
| 2023 | 49.  | 1.                                                                                         |
| 2024 | 37.  | 1.                                                                                         |
| 2025 | 28.  | 1.                                                                                         |
| 2026 | 22.  | 1.                                                                                         |

Auch in diesem Ranking (QS) platzierte sich die TUM im Bereich „Engineering and Technology“ unter den 25 besten Universitäten der Welt.

### Auszeichnungen
Das Team der Arbeitskreise von Monika Ehling-Schulz von der Veterinärmedizinischen Universität Wien in Kooperation mit Thomas Hofmann und Siegfried Scherer von der TUM erreichte zusammen die ISO-Standardisierung zur Quantifizierung von einem emetischen (Erbrechen auslösendem) Toxin namens Cereulid, das Erhitzungsvorgänge bei der Lebensmittelzubereitung überstehen kann und daher ein Problem für die Lebensmittelsicherheit insbesondere in prozessierten Lebensmitteln darstellt. Die beispielhafte Kooperation über Ländergrenzen hinweg wurde mit dem Otto-von-Guericke-Preis der AiF ausgezeichnet.

### Studentische Wettbewerbe
Die Studenten des WARR-Hyperloop-Teams gewannen alle vier Wettbewerbe der Hyperloop Pod Competition des SpaceX-Gründers Elon Musk in Los Angeles. Der Prototyp des Wettbewerbs wird seitdem als Teil des Forschungsprogramms TUM Hyperloop weiterentwickelt. Seit 2018 laufen am Department Aerospace and Geodesy Vorbereitungsarbeiten für ein großes, fächerübergreifendes Forschungsprogramm zum Thema Hyperloop.
Die Studenten des TUM Boring-Teams gewannen die Not-a-Boring Competition, ausgetragen von The Boring Company in Las Vegas. Neben dem Hauptpreis gewann TUM Boring außerdem in der Nebenkategorie „Bestes Navigationssystem“.
Das Team der TUM sicherte sich den 1. Platz bei der Indy Autonomous Challenge in Indianapolis. Hauptziel des Rennens war es, die Technologieentwicklung für autonomes Fahren und fortschrittliche Fahrerassistenzsysteme voranzutreiben. Bei dem Folgerennen der Autonomous Challenge At CES in Las Vegas erreichte das Team der TUM den 2. Platz.

### Drittmittel
Die Drittmittel der TUM stiegen im Zeitraum 2006 bis 2010 um 67 % auf 246,3 Millionen Euro an. Davon stammten 2010 allein 19,9 Millionen Euro aus Mitteln der Deutschen Forschungsgemeinschaft (DFG) für Sonderforschungsbereiche und 30 Millionen Euro aus der Exzellenzinitiative. Insgesamt erhielt die TUM aus der ersten Phase der Exzellenzinitiative circa 150 Millionen Euro bis zum Jahr 2011. In der aktuellen Förderperiode (2012–2017) werden es voraussichtlich ca. 165 Millionen Euro sein. Im Jahr 2018 hat die TUM Drittmittel in Höhe von fast 356,8 Millionen Euro eingeworben.
Eine Evaluation der Europäischen Kommission im November 2010 ergab, dass die TUM im siebten EU-Rahmenprogramm für Forschung und technologische Entwicklung (RP7) die meisten Mittel aller deutschen Universitäten eingeworben hat. Mit dem Rahmenprogramm verfolgt die Europäische Kommission das Ziel, die führende Position Europas in der weltweiten, wissensbasierten Wirtschaft auszubauen.
Laut dem Förderatlas 2018 der Deutschen Forschungsgemeinschaft, der die Bewilligungen im Zeitraum von 2014 bis 2016 aufschlüsselt, belegte die TUM in den Ingenieurwissenschaften personalrelativiert den 18. Platz und absolut den 7. Platz. In den Ingenieurwissenschaften belegte die RWTH Aachen absolut den 1. Platz und personalrelativiert die Universität Erlangen-Nürnberg. In der Elektrotechnik und in der Informatik belegte die TUM absolut den 3. Platz. Auf den 1. Platz in der Elektrotechnik befand sich die Technische Universität Dresden und in der Informatik die Technische Universität Darmstadt. Im Fachgebiet Maschinenbau und Produktionstechnik belegte die TUM absolut den 9. Platz und die RWTH Aachen den 1. Platz. In den Naturwissenschaften belegte die TUM personalrelativiert den 13. Platz und absolut den 5. Platz. In den Naturwissenschaften belegte die Universität Mainz absolut und personalrelativiert den ersten Platz. Die DFG wählt in einem wettbewerbsorientierten Auswahlverfahren die besten Forschungsprojekte von Forschern an Universitäten und Forschungseinrichtungen aus und finanziert sie.

## Studienbeiträge
Im Sommersemester 2007 wurde für das Studium an der TUM ein Studienbeitrag von zunächst insgesamt 592 Euro pro Semester erhoben. Mit der Abschaffung der Verwaltungsgebühr 2009 waren es nunmehr 542 Euro, die sich aus 500 Euro als Beitrag für die Verbesserungen der Studienbedingungen und 42 Euro Studentenwerksbeitrag zusammengesetzt haben.
Der Bayerische Landtag beschloss am 24. April 2013 die Abschaffung der Studienbeiträge. Seit dem Wintersemester 2013/2014 werden für alle Studenten nur noch der Grundbeitrag für das Studentenwerk sowie ein Solidarbeitrag für das Semesterticket erhoben. Die Höhe der Beiträge variiert jedes Jahr und kann auf der Homepage der TUM nachgeschlagen werden.
Seit der dem Beschluss des Ermäßigungstickets („29€-Ticket“) zum Wintersemester 2023/2024 wird nur noch die Gebühr für das Studentenwerk erhoben. Diese lag bei 85 € für Studenten in München, Garching und Weihenstephan.
Für das Wintersemester 2024/2025 wurde angekündigt eine Studiengebühr gemäß dem Bayerischen Hochschulinnovationsgesetz zu erheben. Diese gilt nur für Studenten die nicht aus dem Europäischen Wirtschaftsraum kommen und ein neues Studium beginnen. Die Gebühren liegen zwischen 2.000 € und 6.000 € pro Semester und sind abhängig vom Studiengang. Für manche Studiengänge wird keine Gebühr erhoben.

## TUM Graduate School
Im Mai 2009 wurde von der TUM die TUM Graduate School gegründet. Ziel dieser Einrichtung ist es, allen Doktoranden der TUM neben ihrer wissenschaftlichen Arbeit fachliche und überfachliche Zusatzqualifizierungen zu ermöglichen und sowohl internationale als auch interdisziplinäre Netzwerkbildung zu fördern. Trotz der Bezeichnung Graduate School handelt es sich nicht um ein verschultes Promotionsprogramm, sondern um zusätzliche Qualifizierungsangebote, die die Absolventen auf die immer komplexer werdenden Herausforderungen an Führungskräfte in Industrie und Forschung vorbereiten sollen. Während eines sogenannten Kick-Off-Seminars können Kontakte geknüpft werden und in Softskill-Kursen wird gezielt wissenschaftliches Schreiben und Veröffentlichen und Gruppenarbeit gelehrt sowie wissenschaftlichem Fehlverhalten vorgebeugt.
Die TUM Graduate School fungiert als Dachorganisation aller Graduiertenzentren der TUM mit rund 3500 Promovierenden.
Vorläufer des TUM-weiten Promotionsprogramms ist die International Graduate School of Science and Engineering (IGSSE), die im Rahmen der Exzellenzinitiative des Bundes und der Länder gegründet wurde (2006). Sie fördert Open Access in der Wissenschaft über die mediaTUM Plattform.

## Persönlichkeiten und Alumni

### Direktoren, Rektoren und Präsidenten
Direktoren (1868–1903)
- Karl Maximilian von Bauernfeind
- Wilhelm von Beetz
- August von Kluckhohn
- Karl Maximilian von Bauernfeind
- Karl Haushofer
- Egbert von Hoyer

Rektoren (1903–1976)
- Walther von Dyck
- Friedrich von Thiersch
- Moritz Schröter
- Siegmund Günther
- Heinrich von Schmidt
- Karl Lintner
- Karl Heinrich Hager
- Walther von Dyck
- Jonathan Zenneck
- Kaspar Dantscher
- Johann Ossanna
- Richard Schachner
- Anton Schwaiger
- Albert Wolfgang Schmidt
- Lutz Pistor
- Hans Döllgast
- Georg Faber
- Robert Vorhoelzer
- Ludwig Föppl
- Hans Piloty
- August Rucker
- Robert Sauer
- Ernst Schmidt
- Max Kneissl
- Gustav Aufhammer
- Franz Patat
- Heinrich Netz
- Gerd Albers
- Horst von Engerth
- Heinz Schmidtke
- Ulrich Grigull

Präsidenten (seit 1976)
- Ulrich Grigull
- Wolfgang Wild
- Herbert Kupfer
- Otto Meitinger
- Wolfgang A. Herrmann
- Thomas Hofmann

### Nobelpreisträger
16 Nobelpreisträger haben an der Technischen Hochschule/Universität München studiert, gelehrt und geforscht:

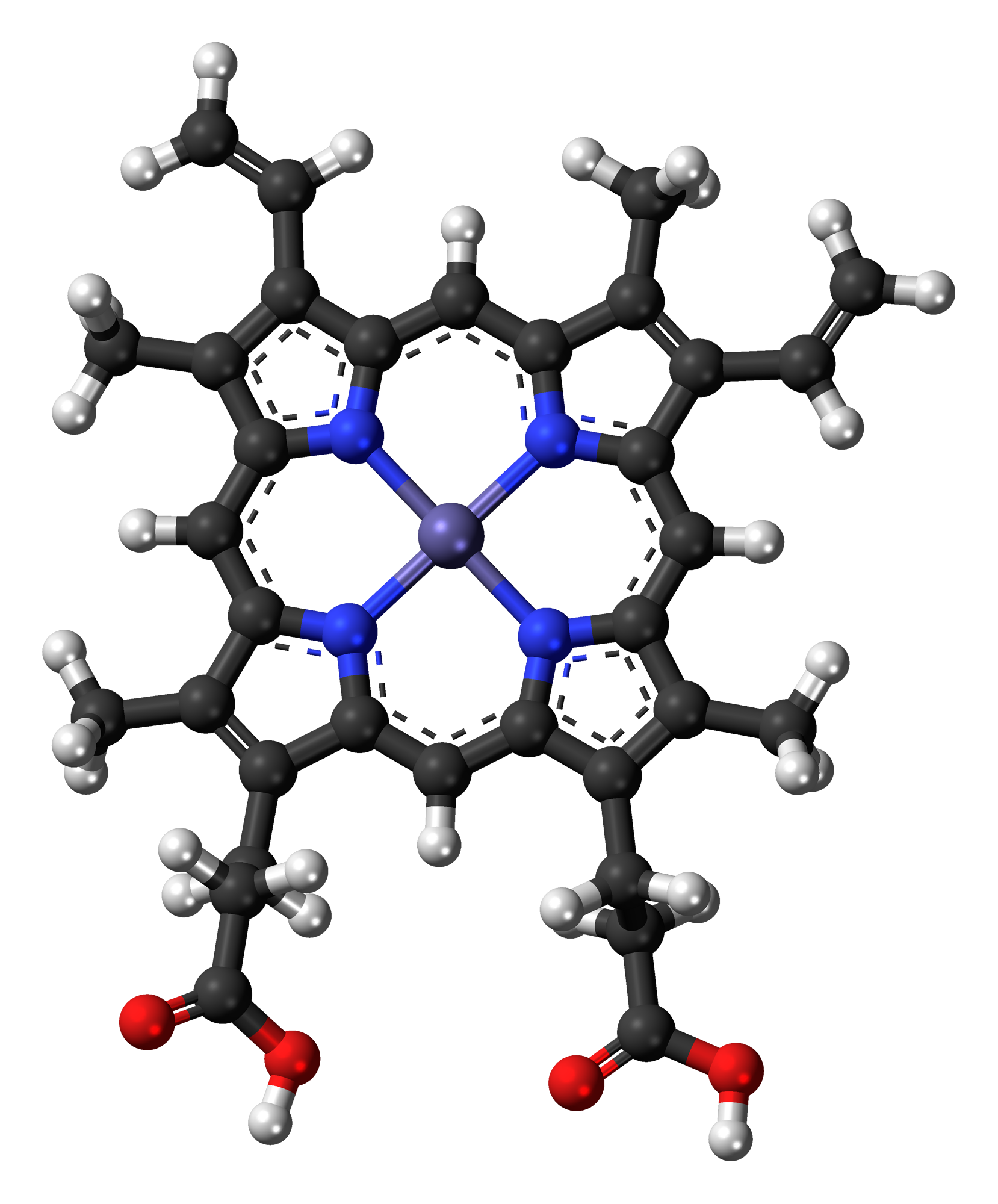
Häm b: prosthetische Gruppe von Hämoglobin und Myoglobin

- 1927 Heinrich Otto Wieland (Professor 1917–1921[205]), Chemie (Strukturaufklärung der Gallensäuren)
- 1929 Thomas Mann (Zuhörer in der Abteilung für Allgemeine Wissenschaften 1894/95[206]), Literatur (Buddenbrooks)[207]
- 1930 Hans Fischer, Chemie (Synthese von Hämin)
- 1961 Rudolf L. Mößbauer, Physik (Mößbauereffekt)
- 1964 Konrad Emil Bloch, Medizin (Cholesterinbiosynthese im Menschen)
- 1973 Ernst Otto Fischer, Chemie (Sandwichkomplexe, Fischer-Carbene)
- 1985 Klaus von Klitzing, Physik (Quantenhalleffekt)
- 1986 Ernst Ruska, Physik (Elektronenmikroskop)

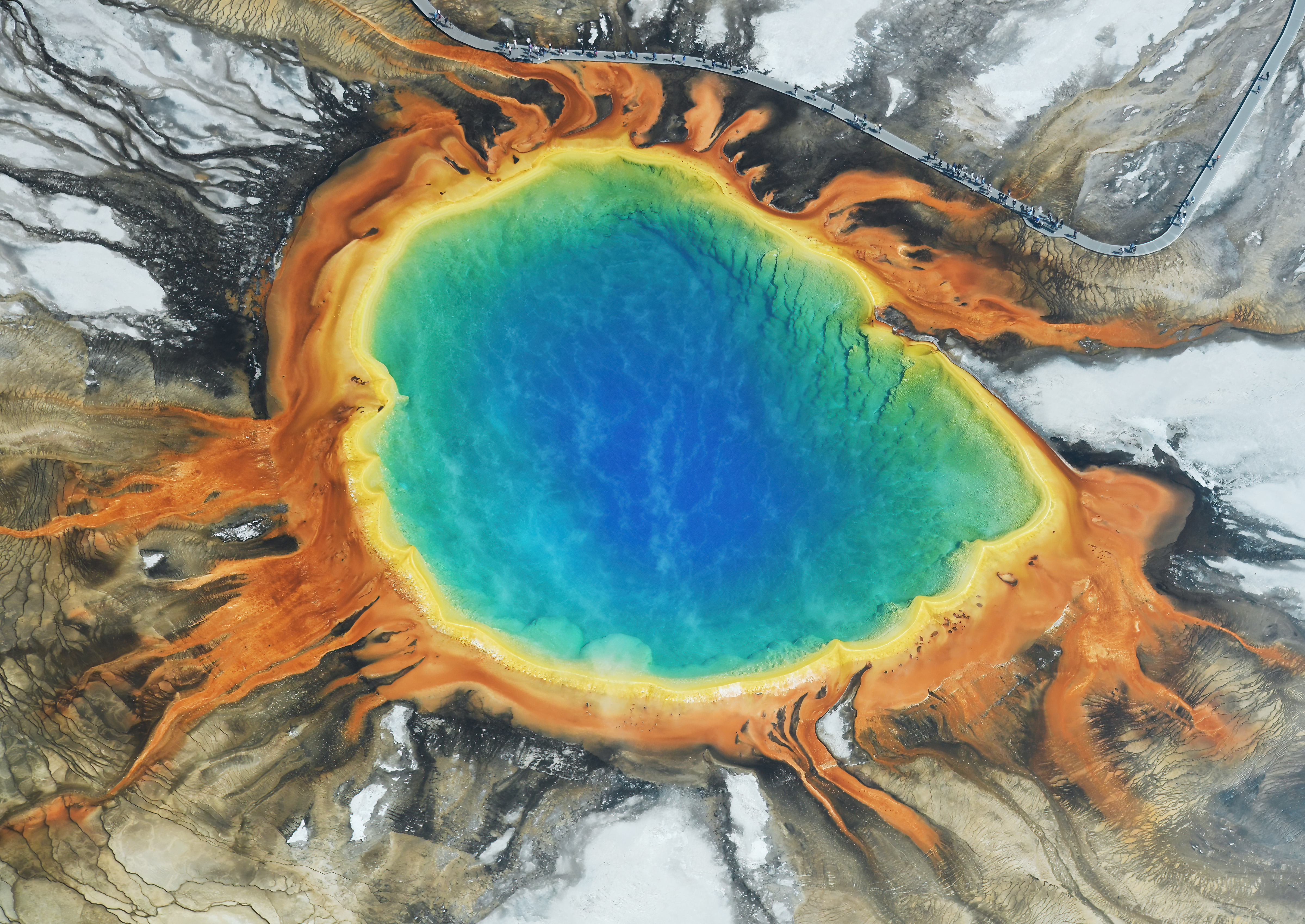
Durch Mikroorganismen (wie Purpurbakterien) gefärbte größte Thermalquelle Grand Prismatic Spring im Yellowstone-Nationalpark (USA)

- 1988 Johann Deisenhofer und Robert Huber, Chemie (Strukturaufklärung des photosynthetischen Reaktionszentrums von Purpurbakterien)
- 1989 Wolfgang Paul, Physik (Paul-Falle)
- 1991 Erwin Neher, Medizin (Patch-Clamp-Technik zum Nachweis von Ionenkanälen)
- 2001 Wolfgang Ketterle, Physik (Bose-Einstein-Kondensat)
- 2007 Gerhard Ertl, Chemie (zusammen mit Fritz Haber und Carl Bosch (Haber-Bosch-Verfahren) für Forschung an modernen Katalysatoren zur Aufbaureaktion für die industrielle Herstellung von Düngemitteln)[208]
- 2016 Bernard L. Feringa (Mitglied des Institute for Advanced Study[209]), Chemie (Molekulare Maschine)
- 2017 Joachim Frank (Promotion 1970[210][211]), Chemie (Kryo-Elektronenmikroskopie)

Weitere Nobelpreisträger tragen Ehrentitel der Technischen Hochschule/Universität München:
- 1972 John Robert Schrieffer (Ehrendoktor 1967[212]), Physik (BCS-Theorie)
- 1987 Karl Alexander Müller (Ehrendoktor 1987[213]), Physik (Supraleitung in keramischen Materialien)
- 1991 Richard R. Ernst (Ehrendoktor 1989[214]), Chemie (hochauflösende Kernspinresonanzspektroskopie)
- 1992 Rudolph A. Marcus (TUM Distinguished Affiliated Professor 2008[215]), Chemie (Marcus-Theorie)
- 2001 Karl Barry Sharpless (Ehrendoktor 1995[214]), Chemie (Sharpless-Epoxidierung, Sharpless-Dihydroxylierung, Sharpless-Aminohydroxylierung)

### Bekannte Erfinder

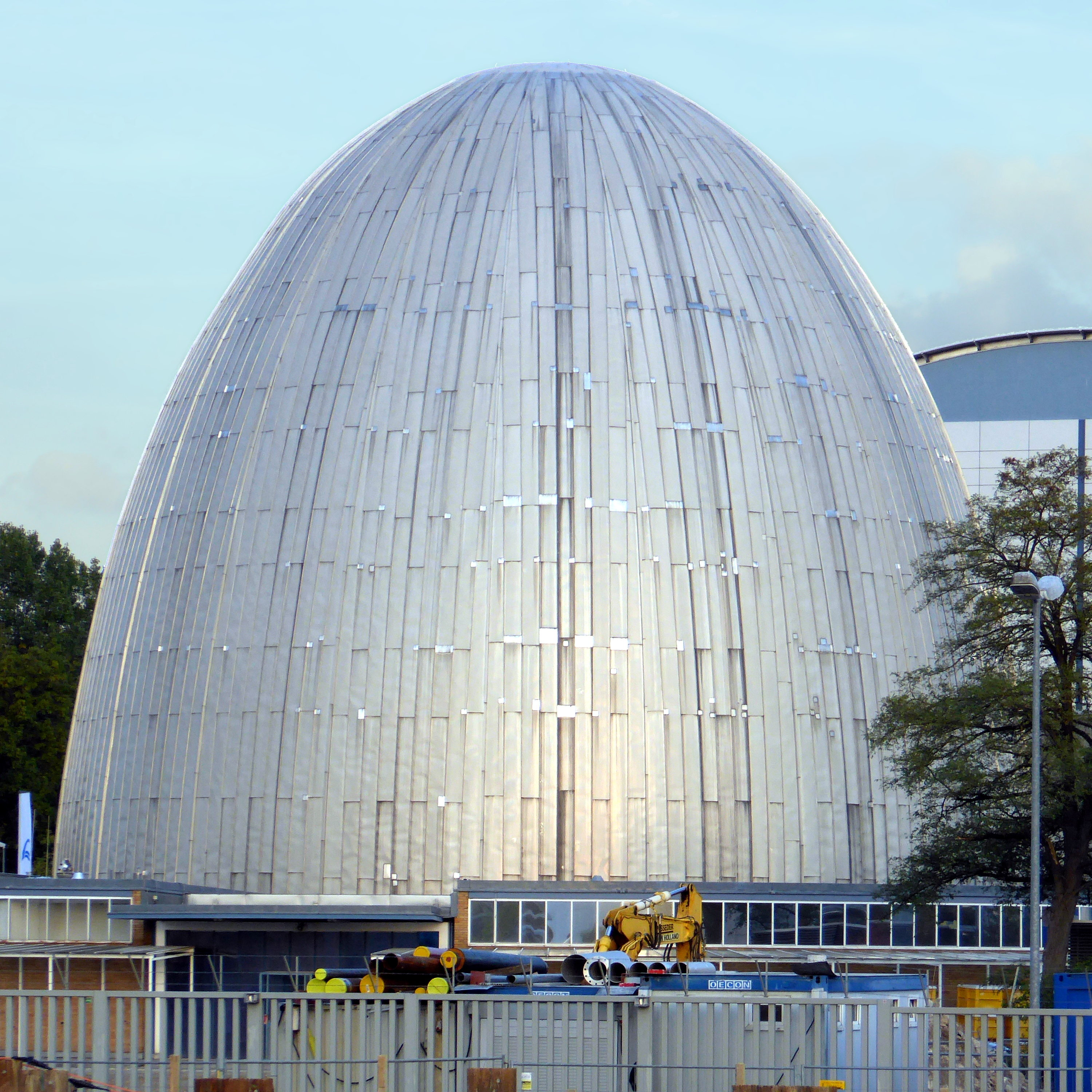
Kuppel des Schwimmbadreaktors von dem unter Denkmalschutz stehenden Forschungsreaktor München („Atom-Ei“) in Garching

Zahlreiche bekannte Ingenieure, Erfinder und Entdecker arbeiteten an der heutigen Technischen Universität München, darunter:
- Karl Busch (1929–2025), Vakuumpumpentechnologie-Verpackungsvakuumierung
- Rudolf Diesel (1858–1913), Maschinenbau/Diesel-Motor
- Claude Dornier (1884–1969), Maschinenbau/Dornier Do X und Dornier Do 25
- Emil Erlenmeyer (1825–1909), Chemie/Erlenmeyerkolben und Erlenmeyer-Regel
- Carl von Linde (1842–1934), Maschinenbau/Linde-Verfahren
- Heinz Maier-Leibnitz (1911–2000), Physik/Neutronenforschung und Forschungsreaktor München
- Walther Meißner (1882–1974), Physik/Supraleitung
- Willy Messerschmitt (1898–1978), Ingenieurwissenschaften/Messerschmitt Me 262
- Oskar von Miller (1855–1934), Bauingenieurwesen und Elektrotechnik/Walchenseekraftwerk und Deutsches Museum
- Thomas Scheibel (* 1969), Biochemie/synthetische Spinnenseide[216]
- Arne Skerra (* 1961), Biochemie/Anticaline[217]

### Ombudsperson der TUM für gute wissenschaftliche Praxis
Der Senat der Universität hat im August 2019 den emeritierten Professor Heiner Bubb zur Ombudsperson für wissenschaftliches Personal gewählt. Er ist besonders für alle Fragen guter wissenschaftlicher Praxis zuständig. Er ist damit Nachfolger von Joachim Heinzl, der dieses Amt seit 2016 innehatte. Dieser wiederum folgte auf Georg Färber (2011–2016).

## Innenausstattung

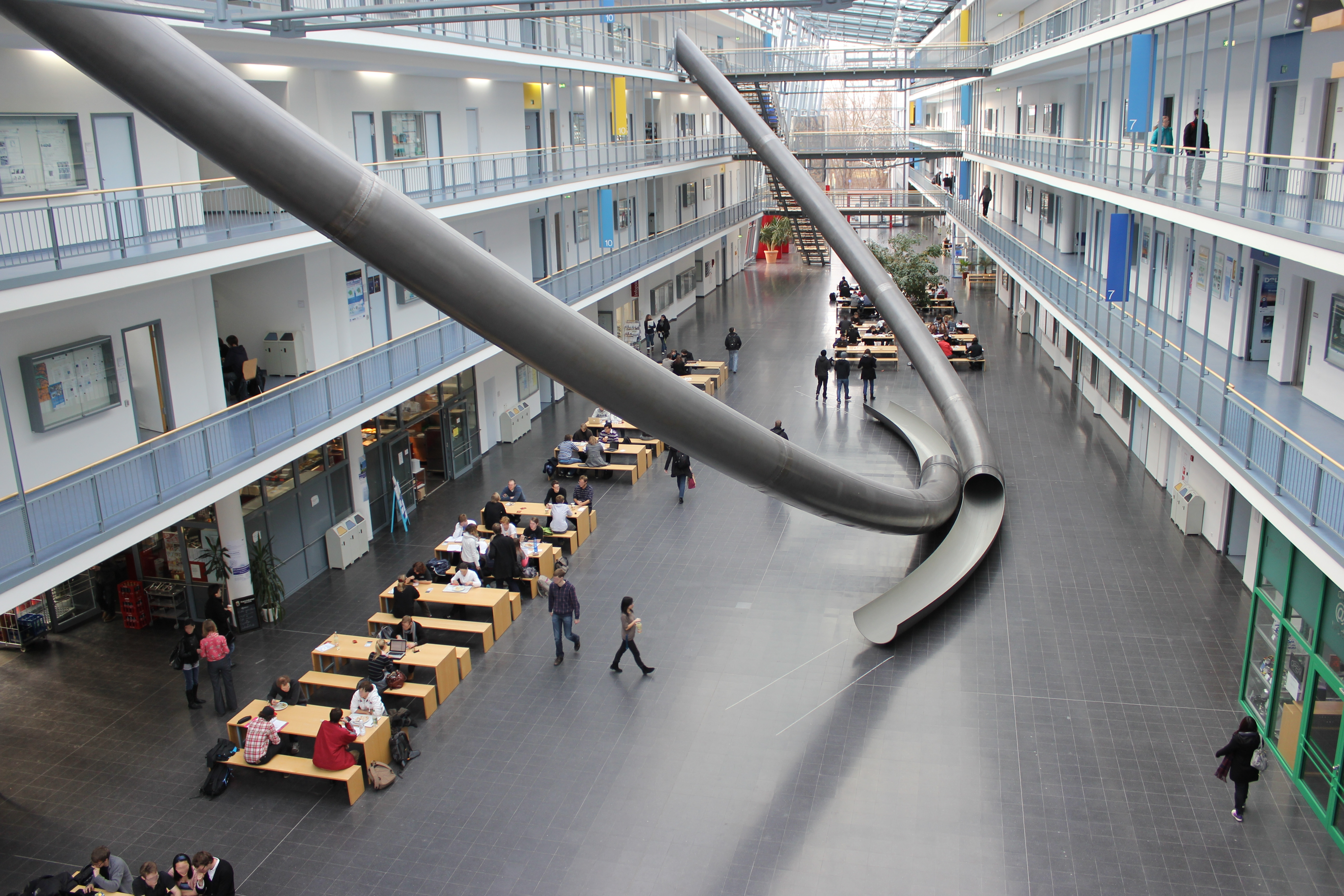
Innenansicht des Fakultätsgebäudes für Mathematik und Informatik in Garching. Die Parabelrutsche stammt von Brunner/Ritz.

Im Gebäude der Fakultäten für Mathematik und Informatik befindet sich die derzeit größte Tafel Deutschlands (bis 2004 Europas) mit einer Länge von über zwölf Metern und mehr als zwei Metern Höhe.
Im selben Gebäude verlaufen vom dritten Stock bis zum Erdgeschoss zwei parabelförmige Rutschen, die insbesondere für Besucher eine Attraktion sind. Ihre Form entspricht der Gleichung {\displaystyle z=y=hx^{2}/d^{2}} und soll die Verbindung von Wissenschaft und Kunst repräsentieren.

## Philatelistisches
Zum 150. Jahr der Gründung der Universität gab die Deutsche Post AG mit dem Erstausgabetag 12. April 2018 ein Sonderpostwertzeichen im Nennwert von 150 Eurocent heraus. Der Entwurf stammt von den Grafikern Stefan Klein und Olaf Neumann aus Iserlohn.